# 2011 en littérature
| Années de la littérature : 2008 - 2009 - 2010 - 2011 - 2012 - 2013 - 2014    |
| Décennies de la littérature : 1980 - 1990 - 2000 - 2010 - 2020 - 2030 - 2040 |

Cet article présente les faits marquants de l'année 2011 en littérature.

## Évènements
- 29 mai : création du prix Boccace dont la première lauréate est Frédérique Clémençon[1] pour Les petits (Éditions de l'Olivier[2] ).
- septembre : L'éditrice française Béatrice Duval est nommée par Antoine Gallimard à la direction des éditions Denoël à la suite de la démission d'Olivier Rubinstein. Elle annonce un redéploiement du secteur romanesque de la maison.
- La série des Fantômette s'achève avec la publication du hors-série Les Secrets de Fantômette après cinquante-deux volumes écrits par Georges Chaulet et illustrés par Jeanne Hives depuis 1961.

## Anniversaires
- Centième anniversaire de la maison Gallimard.
- 24 janvier : centenaire de la naissance de René Barjavel.
- 13 mars : tricentenaire de la mort de Nicolas Boileau.
- 26 mars : centenaire de la naissance de Tennessee Williams.
- 8 avril : centenaire de la naissance d'Emil Cioran.
- 17 avril : centenaire de la naissance d'Hervé Bazin.
- 26 avril : tricentenaire de la naissance de David Hume.
- 14 juin : bicentenaire de la naissance de Harriet Beecher Stowe.
- 30 juin : centenaire de la naissance de Czesław Miłosz.
- 1er juillet : cinquantenaire de la mort de Louis-Ferdinand Céline.
- 18 juillet : bicentenaire de la naissance de William Makepeace Thackeray.
- 31 août : bicentenaire de la naissance de Théophile Gautier.
- 19 septembre : centenaire de la naissance de William Golding.
- 1er novembre : centenaire de la naissance de Henri Troyat.

## Parutions

### Bandes dessinées
1. Antonio Altarriba et Joaquim Aubert Puigarnau alias Kim, L'Art de voler, éd. Denoël Graphic. L'histoire d'une vie de la guerre d'Espagne à la résistance.
2. Appollo et Stéphane Oiry, Une vie dans barjot, éd. Futuropolis.
3. Atsushi Kaneko, Soil, T. 6, Ankama. Polar.
4. Olivier Balez et Arnaud Le Gouëfflec (scénariste), Le Chanteur sans nom, éd. Glénat.
5. Stanislas Barthélémy, Jacques Tardi et Michel Boujut (scénario), Le Perroquet des Batignolles, T1 : L’Énigmatique monsieur Schmut, éd. Dargaud. Polar.
6. Denis Béchu, Olivier Peru (scénario), In Nomine, tome 1 : Demain est à Dieu, éd. Soleil
7. Enki Bilal, Julia Roem, éd. Casterman.
8. Blain et Abel Lanzac (scénariste), Quai d'Orsay 2, éd. Dargaud. Dans les coulisses du pouvoir.
9. Marine Blandin, Fables nautiques, éd. Delcourt.
10. Blutch, Pour en finir avec le cinéma, éd. Dargaud.
11. Pierre Boisserie et Malo Kerfriden, La Rage T1 : Amina, éd. 12bis.
12. Conrad Botes et Ryk Hattingh, La Bande à Foster, éd. L'Association.
13. Eric Bourgier et Fabrice David, Servitude livre 3 : L'Adieu aux rois, éd. Soleil.
14. Claire Bretécher, Dessins et peintures, éd. du Chène, 240 p.
15. Luc Brunschwig et Olivier Neuray, Isabelle Cochet (contribution), Lloyd Singer, T1 : Poupées russes, éd. Bamboo.
16. Luc Brunschwig et Olivier Neuray, Isabelle Cochet (contribution), Lloyd Singer, T2 : Appleton Street, éd. Bamboo.
17. Luc Brunschwig et Olivier Neuray, Isabelle Cochet (contribution), Lloyd Singer, T3 : Voir le diable, éd. Bamboo.
18. Luc Brunschwig et Olivier Neuray, Isabelle Cochet (contribution), Lloyd Singer, T5 : Le Silence des agneaux, éd. Bamboo.
19. Natacha Bustos (dessin) et Francisco Sànchez, Tchernobyl, la zone, éd. Des ronds dans l'O.
20. Angel de la Caille, Tina Modotti, éd. Vertige Graphic.
21. Eddie Campbell (Écossais), Alec, éd. Çà et Là.
22. Ced et Waltch, Le Passeur d'âmes, éd. Makaka éditions.
23. Sophian Cholet, Olivier Peru (scénario), Zombies, tome 2 : La Brièveté de la vie, éd. Soleil
24. Daniel Clowes (Américain), Mister Wonderful, éd. Cornelius.
25. Colonel Moutarde, Grenadine et Mentalo, T1 : Haut les mains, peau de pingouin !, éd. Milan - BD Kids.
26. Cosey (Suisse), Jonathan T15 : Atsuko, éd. Le Lombard.
27. Luigi Critone (Italien), Je, François Villon, éd. Delcourt. Biographie de Jean Teulé.
28. Chloé Cruchaudet, Candeur et abomination (IDA, tome 2), éd. Delcourt.
29. David Etien, Djian (scénario) et Olivier Legrand, Les Quatre de Baker street, T3 : Le Rossignol de Stepney, éd. Vents d'Ouest.
30. Étienne Davodeau, Les Ignorants, éd. Futuropolis, 272 p. Les aventures humaines d'un viticulteur angevin.
31. Daxiong, Olivier Peru (scénario), La guerre des Orcs : L'Art de la guerre, éd. Soleil
32. Guy Delisle, Chroniques de Jérusalem, éd. Delcourt, 332 p.
33. Mathieu Ephrem et Jean-François Kierzkowski (scénariste), En route pour le Goncourt, éd. Cornelius, 80 p.
34. Brecht Evens, Les Amateurs, éd. Actes Sud. Un état des lieux sur l'art et sa pratique.
35. Issei Eifuku et Taiyō Matsumoto (scénariste), Le Samouraï bambou, T7, éd. Kana.
36. Arnaud Floc'h, La Vallée des papillons, éd. Des Ronds dans l'O.
37. Antoine Frédéric et Yves Rodier (scénario), Les Aventures d'El Spectro, T1 : Les Mutants de la lune rouge, éd. Le Lombard. Polar.
38. Dalmatius Gabbarel, Seigneur Venin, éd. Quadrants.
39. Pierre Gabus et Romuald Reutimann, Cité 14 Saison 2, T1 : Chers corrompus, éd. Les Humanoïdes associés.
40. Erich von Götha et Bernard Joubert (scénariste), Twenty, T.1, éd. Dynamite, 72 p. BD érotique.
41. Erich von Götha et Bernard Joubert (scénariste), Twenty, T.2, éd. Dynamite, 72 p. BD érotique.
42. Erich von Götha et Bernard Joubert (scénariste), Twenty, T.3, éd. Dynamite, 72 p. BD érotique.
43. Erich von Götha et Bernard Joubert (scénariste), Twenty, T.4, éd. Dynamite, 72 p. BD érotique.
44. Juanjo Guarnido, Éric Stalner (scénariste) et Pierre Boisserie (scénariste), Voyageur T13 : Oméga, éd. Glénat. Fin de la saga.
45. Gérard Guasch, Tintin sur le divan, éd. de l'Archipel. Essai sur Tintin.
46. Jean Harambat, En même temps que la jeunesse, éd. Actes Sud BD. Une plongée dans le monde du rugby.
47. Felipe Hernández Cava et Bartolomé Seguí (scénario), Les Racines du chaos, T1 : Lux, éd. Dargaud. Polar.
48. Hiraku Nakamura (Japonais), Les Vacances de Jésus et Bouddha, T2, éd. Kurokawa. Manga.
49. Simon Hureau, Intrus à l'étrange, éd. La Boîte à bulles. Polar.
50. Jason (Norvégien) et Fabien Vehlmann (scénariste), L'Île aux cent mille morts, éd. Glénat.
51. André Juillard et Yann (scénariste), Mezek, éd. Le Lombard. Les débuts de l'aviation israélienne.
52. Kaoru Mori (Japonaise), Bride Stories (tome 1), éd. Ki-oon.
53. Ben Katchor (Américain), Le Quartier des marchands de beauté, éd. Rackham.
54. Kerascoët et Hubert, Beauté, tome 1 : Désirs exaucés, éd. Dupuis, 48 p.
55. Éric Lambé (Belge), Joue avec moi - Play with me, éd. FRMK (Frémok).
56. Manu Larcenet, Blast 2 (tome 1/5), éd. Dargaud. Le chaos intérieur d'un homme.
57. Manu Larcenet, L'Armure du Jakolass (Valérian), éd. Dargaud.
58. Timothé Le Boucher, Skins Party, éd. Manolosanctis.
59. Maximilien Le Roy, Dans la nuit la liberté nous écoute, éd. Le Lombard.
60. Milo Manara, Contes libertins, éd. Zanpano, 40 p. BD érotique.
61. Milo Manara, Peintres et modèles, éd. Drugstore, 125 p. BD érotique.
62. Richard Marazano et Jean-Michel Ponzio, Le Protocole Pélican, T1, éd. Dargaud.
63. Stefano Martino, Olivier Peru (scénario), Nosferatu, tome 1 : Si vis pacem, éd. Soleil
64. Lars Martinson, Tonoharu, éd. Le Lézard Noir - Le Petit Lézard. Une plongée dans le Japon rural.
65. Ephrem Matthieu et Jean-François Kierzkowski, En route pour le Goncourt, éd. Cornelius.
66. Aurélien Maury (Américain), Le Dernier cosmonaute, éd. Tanibis.
67. Marc-Antoine Mathieu, 3 secondes, éd. Delcourt. Une réflexion sur l'image et ses faux semblants.
68. Hugues Micol, Le Chien de la vallée de Chambara, éd. Futuropolis. Dans un Japon médiéval.
69. Pat Mills et Joe Colquhoun, La Grande Guerre de Charlie, volume 1, éd. Çà et Là.
70. Marion Montaigne, Tu mourras moins bête T1 : La science n'est pas du cinéma !, éd. Ankama.
71. Chantal Montellier, L'Inscription, éd. Actes Sud BD.
72. Hubert Mounier, La Maison de pain d'épices, éd. Dupuis.
73. Morgan Navarro, Teddy Beat, éd. Les Requins marteaux / Ferraille.
74. Brüno et Fabien Nury, Atar Gull, éd. Dargaud. Adaptation d'un roman d'Eugène Sue.
75. Schrauwen Oliie, La Miroir de Mowgli, éd. Ouvroir Humoir.
76. Cristi Pacurariu, Olivier Peru (scénario),  Assassin, tome 1 : La Lumière et le tunnel, éd. Soleil
77. Cristi Pacurariu, Olivier Peru (scénario),  Assassin, tome 2 : Tu ne survivras point, éd. Soleil
78. Antonio Palma et Blengino (scénario), L'Astrolabe de glace, tome 1 : Les Éphémérides perdues, éd. Delcourt, 56 p.
79. Pau, La Saga d'Atlas et Axis, T1, éd. Ankama. Une aventure médiévale et animalière.
80. Cyril Pedrosa, Portugal, éd. Dupuis, 260 p. Une recherche d'identité.
81. Frederik Peeters, Aâma, T1 : L'Odeur de la poussière chaude, éd. Gallimard. Science fiction.
82. Matthias Picard, Jeanine, éd. L'Association. 38 ans de la vie d'une prostituée.
83. Pitek, Vices & novices, éd. Rebecca Rills, 48 p. BD érotique
84. Arnaud Plumeri et Bloz, Les Dinosaures, tome 2, éd. Bamboo.
85. Isabelle Pralong, Oui mais il ne bât que pour vous, éd. L'Association.
86. Parris Quinn, Ombre & lumière, T.1, traduit par Jean-Paul Jennequin, éd. Dynamite, 91 p. BD érotique
87. Parris Quinn, Ombre & lumière, T.2, traduit par Jean-Paul Jennequin, éd. Dynamite, 91 p. BD érotique
88. Parris Quinn, Ombre & lumière, T.3, traduit par Jean-Paul Jennequin, éd. Dynamite, 91 p. BD érotique
89. Parris Quinn, Ombre & lumière, T.4, traduit par Jean-Paul Jennequin, éd. Dynamite, 91 p. BD érotique
90. Max de Radiguès (Belge), Pendant ce temps à White River Junction, éd. Six Pieds Sous Terre.
91. François Ravard et Aurélien Ducoudray (scénario), La Faute aux Chinois, éd. Futuropolis. Polar.
92. Reineke, Un bébé à livrer, éd. Vraoum.
93. Renders, Denis Lapière, Mathieu Reynès, Benéteau, Alter ego T1 : Camille (volume 1/6), éd. Dupuis.
94. Anouk Ricard, Coucous Bouzon, éd. Gallimard.
95. Richez (auteur) et Chetville (dessin) : Sam Lawry, tome 6, Center lane, éd. Bamboo.
96. Gilles Rochier, TMLP, ta mère la pute, éd. Six Pieds Sous Terre.
97. Simon Roussin, Lemon Jefferson et la grande aventure, éd. 2024.
98. Joe Sacco (Américain), Reportages, éd. Futuropolis. De la BD journalistique.
99. Tony Sandoval (Mexicain), Doomboy, éd. Paquet.
100. Roger Seiter, Maj Sjöwall et Martin Viot, Le policier qui rit, éd. Rivages / Casterman. Polar.
101. Sokal, Canardo, T20 : Une Bavure bien baveuse, éd. Casterman.
102. James Sturm (Américain), America, éd. Delcourt, 191 p. Trois récits tirés du folklore américain du XIXe siècle.
103. Susumu Higa (Japonais), Soldats de sable, éd. Le Lézard noir - Le Petit lézard.
104. Taniguchi (dessin) et Hiromi Kawakami (roman), Les Années douces, éd. Casterman.
105. Jacques Tardi et Jean-Patrick Manchette (auteur), Ô dingos, ô châteaux (tome 3/3), éd. Futuropolis. Thriller
106. Craig Thompson, Habibi, éd. Casterman, 700 p. Dans un Orient de conte. Prix de la BD Virgin Megastore 2012
107. Tian (Cambodgien), L'Année du Lièvre, T1 : Au revoir Phnom Penh, éd. Gallimard. 1975, les Khmers rouges.
108. Laurent Verron, Boule & Bill, tome 33 - A l'Abordage, éd. Dargaud.
109. Martin Viot, Roger Seiter, Maj Sjöwall et Per Wahlöö, Le policier qui rit, éd. Casterman/Noir, 88 p.
110. Bastien Vivès, Polina, éd. Casterman. L'apprentissage d'une jeune danseuse.
111. Éric Warnauts et Guy Raives, Les Temps nouveaux, tome 1, éd. Le Lombard, 64 pages.
112. Jim Woodring (Américain), Frank et la congrès des bêtes, éd. L'Association.
113. Yoshihiro Tatsumi (Japonais), Une vie dans les marges, T2, éd. Cornélius. Manga.

### Biographies, souvenirs et récits
1. Carole Achache, Fille de, éd. Stock, 302 p. Récit vérité sur Monique Lange dans Saint-Germain-des-Prés.
2. Laure Adler, Françoise, éd. Grasset.
3. Metin Arditi, Le Turquetto, éd. Actes Sud.
4. Alison Arngrim, La Petite Garce dans la prairie, éd. Florent Massot. L’interprète de Nellie Oleson.
5. Robert Badinter, Les Épines et les Roses, éd Fayard. Souvenirs de son parcours ministériel.
6. Christophe Barbier, Les Derniers Jours de François Mitterrand, éd. Grasset.
7. Pierre Bellemare, Le Bonheur est pour demain, éd. Flammarion, 480 p.
8. Jean-Pierre Beltoise Mon album de photos.
9. Pierre Bergé et Jéromine Savignon, Saint Laurent, rive gauche. La révolution de la mode, éd. de La Martinière.
10. Simone Bertière, Condé. Le héros fourvoyé, éd. Fallois, 542 p.
11. Yves Boisset, La vie est un choix, éd. Plon, 376 p.
12. Daniel des Brosses, Bussy-Rabutin le Flamboyant, éd. Via Romana, 414 p.
13. Patrick Bruel, Conversation avec Claude Askolovitch, éd. Plon, 180 p.
14. Emmanuel Carrère, Limonov, éd. P.O.L., 496 p. Écrivain ukrainien, 50 ans d'histoire russe. Prix Renaudot et Prix de la Langue française.
15. Aya Cissoko et Marie Desplechin, Danbé, éd. Calmann-Lévy. Biographie de la championne du monde de boxe.
16. Sophie Chauveau, Fragonard : L'Invention du bonheur, éd. Télémaque. Biographie du peintre Jean-Honoré Fragonard.
17. Colette : Cahier de L'Herne Colette, dirigé par Gérard Bonal et Frédéric Maget, éd. de L'Herne. Textes inédits, articles critiques, témoignages, photographies.
18. Philippe Crocq et Jean Mareska, Montand. Qu'est-ce qu'elles avaient à tant l'aimer ?, éd. Presses de la Cité.
19. Michel Delon : Casanova : Histoire de sa vie, coll. « Découvertes Gallimard » (no 578), éd. Gallimard.
20. Alice Dona, Quelques cerises sur mon gâteau, éd. Flammarion.
21. Françoise Dorin, Prête-moi ta vie pour t'écrire là-haut, éd. Flammarion. La vie haute en couleur de son père.
22. Anny Duperey, Le Poil et la Plume, éd. du Seuil. Sa passion pour les gallinacés.
23. Anna Grigorievna Dostoïevskaïa (Russe), Dostoïevski, mémoires d'une vie, éd. Mercure de France, coll. Le Temps retrouvé, 517 p.
24. Eva Gabrielsson et Marie-Françoise Colombani, Millénium, Stieg et moi, éd. Actes Sud.
25. Claudine Galéa, Le Corps plein d'un rêve, éd. du Rouergue. Hommage à la rockeuse Patti Smith.
26. Jérôme Garcin, Olivier, éd. Gallimard.
27. Pierre de Gasquet, Antoine Bernheim, le parrain du capitalisme français, éd. Grasset.
28. Henri Godard, Céline, éd. Gallimard, 594 p.
29. Édouard Graham, Guillaume Apollinaire au centre des avant-gardes, éd. Fata Morgana.
30. Édouard Graham, Les écrivains de Jacques Doucet, éd. des Cendres.
31. Jean Guilaine, entretiens avec Anne Lehoërff, Archéologie, science humaine, éd. Actes Sud / Errance, 240 p.
32. Catherine Hermary-Vieille, Romy, éd. Plon.
33. Walter Isaacson (Américain), Le Livre de Jobs, éd. JC Lattès[3].
34. Eva Joly, Sans tricher, éd. Les Arènes[4].
35. Laurence Jyl, Ce que je sais d'Alphonse, éd. de la Table Ronde.
36. Diane Keaton, Une fois encore, éd. Robert Laffont.
37. Cindy De La Hoz, Marilyn Monroe. Les Archives personnelles, éd. Gründ.
38. Marie Lebey, Oublier Modiano, éd. Léo Scheer.
39. Jean-Noël Liaut, La Javanaise, éd. Robert Laffont. La vie de Toto Koopman.
40. Simon Liberati, Jayne Mansfield 1967, éd. Grasset. Prix Femina.
41. Gilles Lothe et Patrick Mahé, Johnny le survivant, éd. Ramsay.
42. Christophe Malavoy, Céline, même pas mort, éd. JCG-Balland.
43. Bob Maloubier, Agent secret de Churchill, éd. Taillandier. Souvenirs d'un ancien du SOE.
44. Patrick McGilligan, Alfred Hitchcock : Une vie d'ombres et de lumière, traduit par Jean-Pierre Coursodon, éd. Actes Sud, 1.127 p.
45. William Menlouk, Mingus Mood, éd. Julliard.
46. Jean-Claude Moireau, Jeanne Moreau, l'insoumise, éd. Flammarion.
47. Xavier de Moulins, Un coup à prendre, éd. Au Diable Vauvert.
48. Éric Mouzin et Véronique de Bure, Retrouver Estelle, éd. Stock.
49. Michael Munn, Steve McQueen, traduit par Muriel Levet, éd. Nouveau Monde.
50. Pierre Némarq, Un rebelle Place Vendôme, éd. Calmann-Lévy. Le patron de Mauboussin.
51. Joyce Carol Oates (américaine), J'ai réussi à rester en vie, traduit par Claude Seban, éd. Philippe Rey, 473 p. Le journal intime autour de la mort de son mari.
52. Jean-Michel Oullion, Led Zeppelin, même les dragons ont une fin, éd. Scrineo.
53. Christian Pahlavi, Les Grains du sablier, éd. Thaddée. L'étonnant destin du neveu du Chah d'Iran.
54. Jean-Christian Petitfils, Louise de la Vallière, Librairie académique Perrin, 438 p.
55. Bernard Pivot, Les Mots de ma vie, éd. Albin Michel.
56. Patrick Poivre d'Arvor, L'Expression des sentiments, éd. Stock. Souvenirs de sa mère.
57. Georg Ratzinger (Allemand), Michael Hesemann (interviewer), Mon frère, le pape, traduit par Nicole Casanova et Olivier Mannoni, éd. Bayard Jeunesse[5].
58. Sylvie Raulet et Olivier Baroin, Suzanne Belperron, éd. La Bibliothèques des Arts. Célèbre créatrice de bijoux des années 1930.
59. Sonia Rykiel, Dictionnaire déglingué, éd. Flammarion. Dictionnaire autobiographique.
60. Gonzague Saint Bris, Balzac, une vie de roman, éd. Télémaque, 450 p. Balzac à travers les 142 romans de la Comédie humaine et ses 2 500 personnages.
61. Lydie Salvayre, Hymne, éd. Le Seuil. Jimi Hendrix.
62. Marie-Neige Sardin, Celle qui dit non, LŒuvre éditions, 160 p. 26 agressions subies, pas une résolue.
63. Patrick Sébastien, Dehors, il fait beau… hélas !, Oh! Éditions.
64. Nathalie Skowronek, Karen et moi, éd. Arlée.
65. Gérard Unger, Gaston Defferre, éd. Fayard.
66. Georges Valance, VGE. Une vie, éd. Flammarion.
67. Natacha Wolinski, En ton absence, éd. Grasset. Les secrets de la famille Wolinski.

### Essais
1. Christopher Caldwell (Américain), Une révolution sous nos yeux, éd. du Toucan, 550 p. Comment l'Islam change l'Europe.
2. Irène Mainguy, La Symbolique maçonnique du troisième millénaire, éd. Dervy.
3. Alessandro Mercuri, Peeping Tom, éd. Léo Scheer.
4. Jaime Semprun, Andromaque, je pense à vous !, Éditions de l'Encyclopédie des Nuisances.
5. David Servan-Schreiber, On peut se dire au revoir plusieurs fois, éd. Robert Laffont.
6. François Simon, Pars ! Voyager est un sentiment, éd. Robert Laffont.
7. Charles Stépanoff et Thierry Zarcone : Le Chamanisme de Sibérie et d’Asie centrale, coll. « Découvertes Gallimard » (no 579), éd. Gallimard.

#### Culture
1. Nathalie Azoulai, Mad Men, un art de vivre, éd. de la Martinière. Décryptage d'une série culte dans le New York des années 1960.
2. Salvador Dalí (1904-1989, Catalan), Le Mythe tragique de "L'Angélus de Millet", éd. Allia.
3. Alexandre Gady, Versailles, la fabrique d'un chef-d’œuvre, éd. Le Passage / Château de Versailles, 240 p.
4. Jean-Louis Garitte, Philippe Delerm (préface), Le Dictionnaire de Brassens, éd. de l'Opportun, 160 p. + 2 CD.
5. Daniel Grojnowski et Bernard Sarrazin, Fumisteries : Naissance de l'humour moderne (1870 - 1914) - Anthologies, éd. Omnibus, 1007 p.
6. Jonathan Littell, Triptyque. Trois études sur Francis Bacon, éd. Gallimard / L'Arbalète, 144 p. Un guide dans l’œuvre violente et cruelle du peintre anglais.
7. Vahram Muratyan, Paris vs New York, éd. 10/18.
8. Guillaume Picon, Francis Hammond (photographies), Jean-Jacques Aillagon et Béatrix Saule (préface), Versailles : Invitation privée, éd. Skira, 320 p.
9. Patrick Poivre d'Arvor, Bug made in France ou l'histoire d'une capitulation culturelle, éd. Gallimard. Le marché de la culture.
10. Philippe Thieyre, Les Années psychédéliques, éd. Desinge / Hugo & Cie. Nombreux documents des années 1960.
11. L'Espace culturel Louis Vuitton. Territoire de création contemporaine, éd. Actes Sud. 150 créateurs.

#### Économie et entreprise
1. Attac, Le Piège de la dette publique, éd. Les liens qui libèrent.
2. Alexandra Bidet, L'Engagement dans le travail, éd. P.U.F.
3. François Chesnais, Les dettes illégitimes : Quand les banques font main basse sur les politiques publiques, éd. Liber, coll. Raisons d'agir.
4. Emmanuel Faber, Chemins de traverse: Vivre l’économie autrement, éd. Albin Michel.
5. Jean-François Gayraud, La Grande Fraude. Crime, subprimes et crises financières, éd. Odile Jacob.
6. Pierre Larrouturou, Pour éviter le krach ultime, éd. Nova.
7. Jean de Maillard, L'arnaque : La finance au-dessus des lois et des règles, éd. Gallimard, coll. Folio actuel.
8. Thierry Pech, Le Temps des riches : anatomie d'une sécession, éd. Le Seuil.
9. Yves Zoberman, Une histoire du chômage : De l’Antiquité à nos jours, éd. Perrin, 340 p[6].

#### Éducation
1. Jacques Braunstein et Domitille Collardey, Famille, recompose-toi, éd. Marabout, 96 p. Guide des familles recomposées.
2. Etty Buzyn, Quand l'enfant nous délivre du passé, éd. Odile Jacob.
3. Amy Chua (Américaine), L'Hymne de bataille de la mère Tigre, éd. Gallimard.
4. Michel Desmurget, TV Lobotomie, éd. Max Milo, 320 p. Les effets de la télévision sur les enfants.
5. Virginie Dumont, Comment rater l'éducation de ses enfants, éd. Fleuve noir.
6. Isabelle Filliozat, illustrations Anouk Dubois J'ai tout essayé ! Opposition, pleurs et crises de rage : traverser sans dommage la période de 1 à 5 ans, éd. Jean-Claude Lattès, 175 p.
7. Jean-Michel Fourgous, Réussir à l'école avec le numérique. Le guide pratique, éd. Odile Jacob.
8. Michael Gurian, préface Sylvain Mitmoun, Nos garçons, mieux les comprendre pour mieux les élevers, éd. Albin Michel, Coll. Questions de parent.
9. Philippe Hofman, L'Impossible Séparation entre les jeunes adultes et leurs parents, éd. Albin Michel.
10. Axel Kahn et Valérie Pécresse, Controverses. Universités, sciences et progrès, Nil éditions.
11. Sophie Jehel, Parents ou médias, qui éduque les préadolescents aujourd'hui, éd. Érés.
12. Jean Le Camus, Un père pour grandir, éd. Robert Laffont.
13. Françoise Le Duigou (enseignante), Professeur comment faire ? Conseils pour mieux vivre son métier, éd. de L'Atelier, 128 p.
14. Marie-Dominique Linder et Théo Linder, Les Familles recomposées, guide pratique, éd. Hachette Pratique.
15. Professeur Pétronille, Comprendre les filles, éd. Marabout.
16. Jean-Daniel Nordmann, L'enfant surdoué. Une proposition pédagogique, éd. Infolio.
17. Pierre Panel, La sexualité, les jeunes et leurs parents, éd. Desclée de Brouwer.
18. Gustavo Pietropoli (psychiatre), Arrogants et fragiles, les adolescents d'aujourd'hui, éd. Albin Michel.
19. Xavier Pommereau (psychiatre), Nos ados.com, des pistes pour les suivre, éd. Odile Jacob.

#### Environnement et l'écologie
1. Colin Beavan, No Impact man, traduit par Joëlle Touati, éd. 10/18. Vivre à Manhattan et réduire son impact environnemental.
2. Jacques Foos et Yves de Saint Jacob, Peut-on sortir du nucléaire ? Après Fukushima, les scénarios énergétiques de 2050, éd, Hermann[7].
3. Iegor Gran, L'Écologie en bas de chez moi.
4. Jacques Leenhardt (dir.), Dans les jardins de Roberto Burle Marx, éd. Actes Sud, réédition 1994.
5. Fabrice Nicolino, Qui a tué l'écologie ?, éd. Les Liens qui libèrent.
6. Sabine Rabourdin, Vers une nouvelle révolution énergétique, éd. Le Cavalier bleu[8].

#### Histoire
1. Jean-Jacques Aillagon, Versailles en cinquante dates, éd. Albin Michel, 330 p.
2. Fabrice d'Almeida, Ressources inhumaines, éd. Fayard. La vie quotidienne des gardiens des camps de concentration nazis.
3. Bachaumont et Jean Sgard (éd.), Mémoires secrets (1762-1787), éd. Tallandier. Un groupe de chroniqueurs nous fait revivre l'époque pré-révolutionnaire.
4. Alain Baraton (jardinier en chef du parc de Versailles), Vice et Versailles : Crimes, trahisons et autres empoisonnements au palais du roi-soleil, éd. Grasset, 208 p.
5. Georges-Marc Benamou, Les Rebelles de l'an 40 : Les premiers Français libres racontent, éd. Robert Laffont.
6. Gérard Bouan, La Première Campagne d'Italie : 2 avril 1796 - 10 décembre 1797 : La Naissance d'un aigle, éd. Économica.
7. Pierre Brocheux, Histoire du Viêt Nam contemporain, éd. Fayard[9].
8. Jerry Brotton, préface d'Alain Gresh, Le Bazar Renaissance : Comment l’Orient et l’islam ont influencé l’Occident, éd. Les Liens qui libèrent, 246 p[10].
9. Jean-Louis Brunaux : Voyage en Gaule, éd. Le Seuil.
10. Jean-Louis Brunaux : Les Gaulois : Les Fiers Ennemis de Rome, éd. Gremese.
11. Joël Cambre, « Toujours le plus ! » : De Gaulle et le 507e régiment de chars de combat (1937-1939), éd. Nuvis, 333 p.
12. Jacques Chocheyras, Réalité et imaginaire dans le Tristan de Béroul, éd. Honoré Champion.
13. Simon Cox, Le Roi Arthur et les secrets du Graal décryptés, éd. Music And Entertainment Books.
14. Roger Dachez, Histoire de la franc-maçonnerie française, éd. Presses universitaires de France.
15. Jean Danis, Les Espions de l'Armée de l'air française, éd. Hugues de Chivré, 1.368 p.
16. Xavier Darcos, Dictionnaire amoureux de la Rome antique, éd. Plon.
17. Alexandre Dupilet, La Régence absolue, éd. Champ Vallon, 442 p. La polysynodie, système de gouvernement.
18. Rémi Fontbonne, Les Fortifications de Verdun (1873-1918), éd. Actania Presses.
19. Jean-Pierre Filiu, La Véritable Histoire d'Al-Qaida, éd. Pluriel.
20. Max Gallo, 1942 : Le jour se lève, XO éditions.
21. Emilio Gentile, L'Apocalypse de la modernité : La Grande Guerre et l'Homme nouveau, éd. Aubier.
22. Fabrice Grenard, Maquis noirs et faux maquis, 1943-1947, éd. Vendémiaire.
23. Jean Guilaine, Caïn, Abel, Ötzi : L'Héritage néolithique, éd. Gallimard, coll. « Bibliothèque des histoires », 286 p.
24. Sarah Henry (américaine), L'Histoire de New York, traduit par Hélène Ladjadj, éd. Gründ, 124 p.
25. Catherine Hermary-Vieille, Merveilleuses, éd. Albin Michel, 420 p. La vie de Rose de Beauharnais et de Thérésia de Fontenay.
26. John Hersey (Américain), Hiroshima : Lundi 8 août 1945, 8 h 15, éd. Taillandier, coll. Texto.
27. Pascal Hervez-Baudin, Le Cuirassé Courbet dans l'opération Corncob ou l'Histoire d'un voyage sans retour, préface d'Émile Chaline, éd. Nel, 270 p.
28. John Keegan (Américain), La Guerre de Sécession, éd. Perrin.
29. Charles de Lacretelle (1766-1855), Dix années d'épreuves pendant la Révolution (mémoires 1789-1799), éd. Tallandier.
30. Alphonse de Lamartine (1790-1869), préface de Sophie Basch et Henry Laurens, La Question d'Orient : Discours et articles politiques (1834-1861), André Versaille éditeur, coll. Histoire, 416 p.
31. Jacqueline Le Goff, À la recherche du temps sacré, éd. Perrin. Sur La Légende dorée, texte mythique du dominicain Jacques Voragine.
32. Jean-Yves Le Naour, Désunion nationale : La Légende noire des soldats du Midi, éd. Vendémiaire.
33. Thierry Lentz (présentation), Mémoires de Napoléon, tome II : La Campagne d'Égypte, éd. Taillandier.
34. Gérard Lesage, De Valmy à Jemappes 1792 : Premières victoires de la Révolution, éd. Économica.
35. Bernard Lewis, Le Pouvoir et la Foi, éd. Odile Jacob. Les liens entre théologie et politique dans l'Islam.
36. Jean Lopez, Koursk. Les Quarante Jours qui ont ruiné la Wehrmacht (5 juillet - 20 août 1943) (2e édition), éd. Économica.
37. Guy Malbosc, La Bataille de l'Atlantique (1939-1945), éd. Économica.
38. Henri Moreau, Les Empochés, éd. Les Indes savantes. 1944, les poches allemandes de l'Atlantique.
39. Claude Mossé, Les Borgia : Une famille de la Renaissance, HC Éditions.
40. François d'Orcival, L'Élysée fantôme : Les Années noires, éd. Robert Laffont, 282 p. La palais inhabité de 1940 à 1947.
41. Xavier Paulès, L'Opium : Une passion chinoise (1750-1950), éd. Payot, 317 p.
42. Jacques Pessis et Jean-Louis Crémieux-Brilhac, Les Français parlent aux Français, Tome 2 : 19 juin 1941 - 7 novembre 1942, éd. Omnibus, 1.600 p.
43. Yves Pitette, La Croix, biographie d'un journal, éd. Perrin.
44. John Prados (Américain), La Guerre du Viêt Nam, éd. Perrin.
45. Valentin Schneider, Un million de prisonniers allemands en France, 1944-1948, éd. Vendémiaire.
46. Emmanuel Todd, L'Eurasie, tome 1 : L'Origine des systèmes familiaux en Europe, éd. Gallimard.
47. Dominique Venner, Le Choc de l'histoire, éd. Via Romana. L'histoire politique.
48. Alexandre Warth, La Russie en guerre, tomes 1 et 2, éd. Taillandier, coll. Texto.

#### Informatique, internet et technologies
1. Laurent Alexandre (médecin), La Mort de la mort - Comment la technomédecine va bouleverser l'humanité, éd. Jean-Claude Lattès, 425 p.
2. Geneviève Férone et Jean-Didier Vincent, Bienvenue en transhumanie - Sur l'homme de demain, éd. Grasset, 304 p.
3. Jean-Claude Guillebaud, Le Commencement d'un monde : Vers une modernité métisse, éd. Les Arènes, 276 p.
4. Nicolas Nova, Les flops technologiques - Comprendre les échecs pour innover, éd. FYP, 160 p.

#### En langue française
- David Alliot, François Gibault (préface), D'un Céline l'autre, éd. Robert Laffont, 1.184 p. 200 témoignages.
- David Alliot, Céline: idées reçues sur un auteur sulfureux, éd. Le Cavalier bleu.
- Michel Ange, Carteggio Correspondance, éd. Les Belles Lettres, 4 184 p. Correspondance intégrale.
- Frédéric Beigbeder, Premier bilan après l'apocalypse, éd. Grasset, 430 p. Son classement des 100 meilleurs livres.
- Marie-Christine Bellosta, Céline ou l'art de la contradiction : Lecture de "Voyage au bout de la nuit", éd. du CNRS.
- Mathieu de Boisséson (avocat), Échapper aux tueurs, éd. Gallimard, 150 p. Une liste "d'états de grâce"
- Dominique Charnay, Cher Monsieur Queneau. Un homme de lettres qui a du cachet. Archives à l'appui., éd. Denoël.
- Jean-Loup Chiflet, Oxymore mon amour ! (dictionnaire), éd. Chifflet @ Cie.
- Delfeil de Ton, Le Journal de Delfeil de Ton, éd. Wombat.
- Philippe Duverger (photographe), Céline, derniers clichés, éd. L'Archipel. Une série de 71 photos réalisées entre 1957 et 1961.
- Henri Mahé, Éric Mazet (préface), La brinquebale avec Céline suivi de la genèse avec Céline, éd. L'Archipel, 429 p. La correspondance entre Céline et le peintre Henri Mahé.
- Antoine Peillon, Céline, un antisémite exceptionnel, éd. Le Bord de l'eau. Un anti-Céline.
- Gaëlle Pelachaud, Livres animés, du papier au numérique, éd. L'Harmattan.
- Frédéric Rouvillois, Une histoire des best-sellers, éd. Flammarion. Les succès littéraires sous l'angle historique.

#### En traduction française
- Patricia Godi et Patrick Reumaux, Sylvia Plath. Œuvres, traduction révisée par Audrey Van de Standt, éd. Gallimard, coll. Quarto, 1 288 p.
- Ngũgĩ wa Thiongʼo, Décoloniser l'esprit (VO[évasif] : Decolonising the Mind: the Politics of Language in African Literature, 1986), traduction de l'anglais (Kenya) par Sylvain Prudhomme, La fabrique.
- Lila Azam Zanganeh, L'Enchanteur. Nabokov et le bonheur, traduit par Jakuta Alikavazovic, éd. de l'Olivier, 199 p.

#### Philosophie et les religions
1. Tous philosophes. Les grandes idées tout simplement, éd. Prisma. Vulgarisation de la philosophie.
2. Laureline Amanieux, Ce héros qui est en chacun de nous, éd. Albin Michel. Une exploration des travaux du mythologue américain Joseph Campbell.
3. Gilles Bernheim, Quarante méditations juives, éd. Stock, 218 p.
4. Raphaël Enthoven (philosophe), Le philosophe de service et autres textes, éd. Gallimard. 19 thèmes pour la vie de tous les jours.
5. Emmanuel Jaffelin (philosophe), Petit éloge de la gentillesse, éd. François Bourin.
6. Mathias Lebœuf, Tout ce que je sais, c'est que je ne sais rien, éd. Le Livre de poche. Une histoire de la philosophie en 32 citations.
7. Michel Ragon, Ils se croyaient illustres et immortels…, éd. Albin Michel.
8. Silvia Ronchey (Italienne), Portraits exquis, éd. Arléa. 65 portraits choisis de philosophes, romanciers, poètes et mystiques.
9. Anne-Marie Royer-Pantin, L'Art des instants heureux, éd. de La Martinière. La vie des belle.
10. Adam Soboczynski, Survivre dans un monde sans pitié, éd. Belfond.
11. Chantal Thomas, L'Esprit de la conversation, éd. Rivages poche. Éloge de la conversation.
12. Shmuel Trigano, Le Judaïsme et l'Esprit du monde, éd. Grasset, 1.044 p.
13. Pierre Zaoui, La Traversée des catastrophes, éd. Le Seuil. Devenir croyant malgré les malheurs.

#### Politique
1. Stéphanie Antoine, DSK au FMI. Enquête sur une renaissance, éd. Le Seuil.
2. Philippe Baumard, Le Vide stratégique, CNRS éditions[11].
3. Piergiorgio Bellocchio, Nous sommes des zéros satisfaits, Éditions de l'Encyclopédie des Nuisances.
4. Orimont Bolacre, J'y crois pas ! Une réponse à Stéphane Hessel à la demande de Renaud Camus, éd. David Reinharc & Parti de l'In-nocence, 36 p.
5. Pascal Bruckner (philosophe), Le Fanatisme de l'Apocalypse. Sauver la Terre, punir l'Homme, éd. Grasset, 288 p. Le nouveau despotisme de l'écologie.
6. Renaud Camus, Décivilisation, éd. Fayard, 216 p. La suite de La Grande Déculturation.
7. Sophie Coignard, Le Pacte immoral, éd. Albin Michel.
8. Christian Delporte, Une histoire de la séduction politique, éd. Flammarion.
9. Oskar Freysinger (suisse), Antifa, éd. Tatamis, 62 p. Réponse à Stéphane Hessel.
10. Bernard-Henri Lévy, La Guerre sans l'aimer, éd. Grasset, 640 p[12].
11. Abel Mestre et Caroline Monnot, Le Système Le Pen, éd. Denoël.
12. Richard Millet, Arguments d'un désespoir contemporain, éd. Hermann.
13. Richard Millet, Fatigue du sens, éd. Pierre-Guillaume de Roux, 153 p.
14. Vincent Peillon, L’Éloge du politique, éd. Le Seuil. Sur la place du philosophe dans la cité.
15. Pascal Picq, Un paléoanthropologue dans l'entreprise : S'adapter et innover pour survivre, éd. Eyrolles[13].
16. Dominique Reynié (universitaire), Populismes : la pente fatale, éd. Plon, 280 p.
17. Jeremy Rifkin (Américain), Une nouvelle conscience pour un monde en crise, éd. Les liens qui libèrent. Biologie, humanisme et altruisme.
18. Carl Schmitt (1888-1985) (philosophe allemand), préface de Danilo Zolo, notes et commentaire de Günter Maschke, Guerre discriminatoire et logique des grands espaces, traduit par François Poncet, éd. Krisis, 289 p.
19. Dominique Schnapper (politologue), L'Engagement, éd. Fondapol.
20. Yves Sintomer, Petite histoire de l'expérimentation démocratique, éd La Découverte.
21. Jean Szlamowicz (universitaire), Détrompez-vous! Les étranges indignations de Stéphane Hessel décryptées, éd. Intervalles, 93 p.
22. Pierre-Henri Tavoillot (philosophe), Qui doit gouverner ? : Une brève histoire de l'autorité, éd. Grasset[14]
23. Bruno Tertrais, L'Apocalypse n'est pas pour demain. Pour en finir avec la catastrophisme, éd. Denoël.
24. Tzvetan Todorov, Goya à l'ombre des Lumières, éd. Flammarion.

#### Géopolitique
1. Pascal Dayez-Burgeon, Les Coréens, éd. Tallandier.

#### Politique en France
1. Bernard Accoyer, Un homme politique peut-il dire toute la vérité ?, éd. Jean-Claude Lattès, 306 p. Le président de l'Assemblée nationale se raconte.
2. Hervé Algalarrondo, La Gauche contre le peuple, éd. Robert Laffont.
3. Hervé Algalarrondo, La Gauche et la préférence immigrée, éd. Plon.
4. Pascal Boniface (IRIS), Les intellectuels faussaires : Le triomphe médiatique des experts en mensonge, éd. J.C. Gawsewitch, coll. Coup de gueule, 272 p.
5. Jean Bothorel, Requiem pour les Français, 30 ans de lâcheté politique, éd. François Bourin.
6. Renaud Camus, Le Grand remplacement, éd. David Reinharc, 76 p.
7. Sigrid Choffée-Harquel, La mairie avant la mosquée. Le mariage civil, condition de l'intégration, éd. Jean-Cyrille Godefroy.
8. François de Closets et Irène Inschaupée, L'Échéance. Français, vous n'avez encore rien vu, éd. Fayard, 308 p.
9. Sophie Coignard, Romain Gubert, L'Oligarchie des incapables, éditions Albin Michel.
10. Anna Cabana, Juppé : L'orgueil et la vengeance, éd. Flammarion, 226 p.
11. Renaud Dély et Henri Vernet, Tous les coups sont permis. De Mitterrand à Sarkozy, la violence en politique, éd. Calmann-Lévy.
12. Arnaud Folch et Guillaume Perrault, Les Présidents de la République pour les nuls, éd. First, 375 p.
13. Charles de Gaulle (1890-1970), La France et son armée, présentation d'Hervé Gaymard, éd. Perrin, 378 p.
14. Michel Guénaire (avocat et écrivain), Deux libéralismes : Anthologie, éd. Perrin
15. Jean-Pierre Le Goff, La Gauche à l'épreuve : 1968-2011, éd. Perrin, 288 p[15].
16. Isabelle Lévy, Menaces religieuses sur l'hôpital, éd. Presses de la Renaissance.
17. Michel Maffesoli, Sarkologies : Pourquoi tant de haine(s) ?, éd. Albin Michel[16].
18. Jean-Claude Michéa, Le Complexe d'Orphée : La gauche, les gens ordinaires et la religion du progrès, éd. Climats, 368 p.
19. Arnaud Montebourg, préface d'Emmanuel Todd, Votez pour la démondialisation !, éd. Flammarion.
20. Philippe Nemo (philosophe), La France aveuglée par le socialisme, éd. Bourin, coll. « Politique », 402 p.
21. Laurence Parisot (présidente du Medef), Un piège bleu Marine, éd. Calmann-Lévy. Un ouvrage contre le programme du FN.
22. Édouard Philippe et Gilles Boyer, Dans l'ombre, éd. J.-C. Lattès, 570 p. Un document-fiction dans les coulisses du pouvoir politique.
23. Dominique Reynié, Populismes : La Pente fatale, éd. Plon, coll. « Tribune libre », 280 p. Prix du Livre politique 2012, prix des députés.
24. René Riesel, Surveiller et guérir les moutons : L'Administration du désastre en action, Éditions de l'Encyclopédie des nuisances.
25. Marie-Monique Robin, Notre poison quotidien, éd. La Découverte.
26. Isabelle Saporta, Le Livre noir de l'agriculture, éd. Fayard.
27. Isabelle Sorente, Addiction générale, éd. J.C. Lattès. Notre société est droguée aux chiffres.
28. Kilien Stengel, Un ministère de la Gastronomie ! Pourquoi pas ?, Éditions l'Harmattan, collection « Questions contemporaines ».
29. Jean-Marc Sylvestre, Nouvelles petites leçons d'économie pour ceux qui doutent des promesses qu'on leur fait, éd. Flammarion. Des réponses aux préjugés économiques pré-électoralistes.
30. Manuel Valls, La gauche peut tout changer, éd. du Moment.
31. Laurent Wauquiez, La Lutte des classes moyennes, éd. Odile Jacob, 224 p. Le quinquennat qui vient devra être celui des classes moyennes.

#### Politique internationale
1. Samir Amghar, Le Salafisme d’aujourd’hui : Mouvements sectaires en Occident, éd. Michalon[17].
2. Aurélien Bernier, Désobéissons à l'Union européenne ! : Reconquérir la souveraineté populaire par les urnes et par le droit, éd. Fayard, coll. « Les Petits Libres ».
3. Charles Bricman, Comment peut-on être belge ?, éd. Flammarion, coll. « Café Voltaire ».
4. Juanita Castro (Cubaine) et Maria Antonieta Collins (Mexicaine), Fidel, Raul, mes frères : L'Histoire secrète, éd. Plon. Guérillero puis agent de la CIA.
5. Philippe Lane, préface de Xavier Darcos, Présence française dans le monde : L'Action culturelle et scientifique, éd. La Documentation française.
6. Pierre Micheletti, Afghanistan : Gagner les cœurs et les esprits, éd. PUG-RFI.
7. René Naba (journaliste), Les Révolutions arabes et la malédiction de Camp David, éd. Bachari, 168 p. Le déclic populaire de l’hiver 2011 dans dix pays arabes.
8. Caroline Puel, Les Trente Ans qui ont changé la Chine : 1980-2010, éd. Buchet-Chastel, 525 p.

#### Psychologie
1. Christophe André, Méditer, jour après jour : Vingt-cinq leçons pour vivre en pleine conscience, éd. L'Iconoclaste.
2. Jean-Charles Bouchoux (psychanalyste), Les Pervers narcissiques, éd. Eyrolles.
3. Mireille Brahic (psychologue), Arrêtez de râler !, Éditions d'organisation.
4. Catherine Ternynck (psychologue), L'Homme de sable : Pourquoi l'individualisme nous rend malades, éd. Le Seuil. L'individualisme occidental change profondément l'être humain.

#### Santé
1. André Chagnon, Malades et médecins : Pour mieux se comprendre eux et nous, éd. L'Harmattan, 107 p.
2. Diane Heberlein (Suédoise), Bipolaire : Je ne veux pas mourir mais en finir avec la vie, éd. Actes Sud.
3. Nathalie Hutter-Lardeau (nutritionniste), Mince alors !, éd. Odile Jacob. Renouer avec le plaisir de manger.
4. Didier Le Bail (naturopathe), Et si vous manquiez de vitamine D ?, éd. Mosaïque-Santé, 400 p.
5. Roberta Lee (médecin, américaine), Super stress : La Solution, éd. Belfond, 265 p.
6. Robert Molimard, Petit manuel de défume : Se reconstruire sans tabac, éd. Sides.
7. Florence Pujol (nutritionniste), Je mange et je suis bien, éd. PUF, coll. « Psychoguides ». Une approche psychologique de la relation alimentaire entre l'écoute des sensations corporelles et la recherche du plaisir.

#### Sexualité
1. Sauveur Boukris (médecin), Santé : La Démolition programmée : Les Malades en danger, éd. Le Cherche Midi, 304 p.
2. Philippe Brenot, Les Hommes, le Sexe et l'Amour, éd. Les Arènes, 400 p.
3. Odile Buisson et Pierre Foldès (préf. Israël Nisand), Qui a peur du point G ? : Le Plaisir féminin, une angoisse masculine, Jean-Claude Gawsewitch Éditeur, 2011, 256 p.
4. Arlette Farge, Histoires de l'amour : Fragilités et interdits du Kâmasûtra à nos jours, éd. Bayard.
5. Alain Finkielkraut, Et si l'amour durait, éd. Stock.
6. Anne-Claire Rebreyend, préface Arlette Farge, Dire et faire l'amour : Écrits intimes et confidences de 1910 à 2010, éd. Textuel[18]

#### Sociétés, sociologie
1. Isabelle Attané, Au pays des enfants rares : La Chine vers une catastrophe démographique, éd. Fayard[19].
2. Bertrand Bergier (sociologue), Pas très cathodique : Enquête au pays des « sans-télé », éd. Érès. Enquête chez les a-cathodiques.
3. Malorie Blackman, Boys Don't Cry : Les garçons ne pleurent (presque) jamais, éd. Milan, 320 p.
4. Bernard Cathelat (sociologue), 2012-2017 : Ce que veulent les Français, éd. Eyrolles.
5. François Chérèque, Patricia, Romain, Nabila et les autres : Le Travail, entre souffrances et fierté, éd. Albin Michel.
6. Christiane Collange, Le Jeu des sept familles : Pour une cohabitation harmonieuse entre les générations, éd. Robert Laffont.
7. Baptiste Coulmont (sociologue), Sociologie des prénoms, éd. La Découverte.
8. Michèle Descolonges, Des travailleurs à protéger : L’Action collective au sein de la sous-traitance, éd. Hermann.
9. Dany-Robert Dufour, L'Individu qui vient… après le libéralisme, éd. Denoël, 2400 p.
10. Olivier Ertzscheid, Identité numérique et e-reputation, édition universitaire.
11. Gilles Finchelstein, La Dictature de l'urgence, éd. Fayard.
12. François Jost, Grandeur et misères de la télé-réalité, éd. Le Cavalier Bleu.
13. François Jost, De quoi les séries américaines sont-elles le symptôme ?, éd. CNRS.
14. Olivier de Ladoucette, Nouveau guide du bien vieillir, éd. Odile Jacob[20].
15. coordination par Pierre Louart et Marc-André Vilette, La GRH dans les PME, éd. Vuibert. Prix du livre Ressources humaines.
16. Marwan Mohammed, La Formation des bandes : Entre la famille, l’école et la rue, éd. P.U.F.
17. Aldo Naouri, Les Belles-mères, les beaux-pères, leurs brus et leurs gendres, éd. Odile Jacob, 310 p.
18. Salvatore D'Onofrio (anthropologue italien), Le Sauvage et son double, éd. Belles Lettres, coll. Vérités des mythes, 268 p.
19. Jean-Pierre Poulain, Sociologies de l'alimentation, éd. P.U.F., 288 p.
20. Jan Philipp Reemtsma, Confiance et violence, éd. Gallimard. Le phénomène de la violence moderne[21]
21. François de Singly (sociologue), Séparée, éd. Armand Colin. Raisons et déroulement des ruptures conjugales[22].
22. Kilien Stengel, Gastronomie-gastrosophie-gastronomisme, Éditions l'Harmattan, collection Questions contemporaines.
23. coordination de Thomas Stenger et Alexandre Coutant, Ces réseaux numériques dits sociaux, revue Hermès no 59, éd. CNRS.
24. Emmanuel Todd, L'Origine des systèmes familiaux, éd. Gallimard.

### Livres d'Art
1. Claire Champenois, Amour, gloire et tourments des amants célèbres, éd. Didier Carpentier, 158 p.
2. Patrick Demarchelier, Dior Couture, éd. Rizzoli. Des clichés de la maison Dior de 1947 à 2010.
3. Guillaume Picon, Francis Hammond (photographies), Jean-Jacques Aillagon et Béatrix Saule (préface), Versailles : Invitation privée, éd. Skira, 320 p.
4. Jean Rochefort, Le Louvre à cheval, éd. Place des Victoires. Quelques chefs-d’œuvre du Louvre sur le thème du cheval.
5. Michel Serres, Habiter, éd. Le Pommier, 192 p.
6. Alain Vircondelet, Les Couples mythiques de l'art, éd. Beaux Arts, 214 p.

### Nouvelles et contes
1. Sherman Alexie (Amérindien), Danses de guerre, éd. Albin Michel. Les clichés sur l'Amérique sont pulvérisés.
2. Jeffrey Archer (Anglais), Et là, il y a une histoire, éd. First.
3. Alessandro d'Avenia (italien), Blanche comme le lait, rouge comme le sang (premier roman), éd. Jean-Claude Lattès, 270 p.
4. Kamal Ben Hameda (libyen), La Compagnie des Tripolitaines (premier roman), éd. Elizad, 108 p., Prix littéraire francophone de l’Alliance Française 2012. La cause des femmes dans la société libyenne.
5. Robert Benchley (Américain, 1889-1945) :
  1. Les Enfants, pour quoi faire ?, traduit par Frédéric Brument, éd. Wombat[23]. 15 textes humoristiques.
  2. Pourquoi je déteste Noël, traduit par Frédéric Brument, éd. Wombat.
6. Jean-Marie Blas de Roblès, La Mémoire de riz, éd. Zulma, 336 p. Contes
7. Madeleine Chapsal, La mort rôde, éd. Fayard. Une promenade avec la Grande Faucheuse.
8. Julie Cross, Tempest, tome 1 : Les Ennemis du temps (premier roman), éd. Le Seuil, 478 p.
9. Dai Sijie (Chinois), Trois vies chinoises, éd. Flammarion. Une plongée dans le mal et dans un environnement hostile.
10. Philippe Delerm, Le Trottoir au soleil, éd. Gallimard.
11. Pascal Fauliot et Patrick Fischmann, Contes des sages jardiniers, éd. du Seuil. Des contes et légendes sur l'art du jardinage.
12. Simonetta Greggio (Italienne), L'Odeur du figuier, éd. Flammarion. Quatre nouvelles sur le thème de l'Italie heureuse.
13. Dashiell Hammett (Américain, 1894-1961), préface Richard Laymon, présentation Natalie Beunat, Coups de feu dans la nuit : L'Intégrale des nouvelles, éd. Omnibus, 1 291 p. Soixante nouvelles policières.
14. James Hogg, Joseph Sheridan Le Fanu, Charlotte Riddell, Rhoda Broughton, William Henry Hudson, Robert Louis Stevenson et Lord Dunsany, Contes méphitiques, éd. J'ai Lu.
15. Claire Keegan (Irlandaise), Les Trois Lumières (Foster), traduit par Jacqueline Odin, éd. Sabine Wespieser, 108 p.
16. Yiyun Li (Chinoise), Un millier d'années de bonnes prières, traduit par Françoise Rose, éd. Belfond.
17. Lise Benincà, Les Oiseaux de paradis, éd. Joëlle Losfeld, 126 p.
18. Mazarine Pingeot, Pour mémoire, éd. Julliard, 96 p. Découvrir la Shoah.
19. Marc Pautrel, Un voyage humain, éd. Gallimard.
20. S. J. Perelman (Américain) et Woody Allen (Américain), L’Œil de l'idole, traduit par Jeanne Guyon et Thierry Beauchamp, éd. Wombat (http://www.editions-wombat.fr). Textes humoristiques.
21. Andrew Porter, La Théorie de la lumière et de la matière, éd. de l'Olivier.
22. Zakhar Pripeline (Russe), Des chaussures pleines de vodka chaude, éd. Actes Sud, 184 p. Alcool, déglingue et démesure.
23. Dominique de Rivaz, La Poussette, éd. Buchet-Chastel, 106 p. Absurde et analyse.
24. Anne Robillard, Les Héritiers d'Enkidiev, Tome 2 : Nouveau monde, éd. Michel Lafon, 337 p.
25. Jean-Christophe Rufin, Sept histoires qui reviennent de loin, éd. Gallimard.
26. Sophie Simon, American clichés, éd. JC Lattès. 11 vies américaines.
27. Joy Sorman, Paris Gare du Nord, éd. Gallimard, coll. L'Arbalète, 75 p.
28. Irina Teodorescu, Treize, éd. EMUE
29. Pierre Vavasseur, Deux enfants, éd. du Moteur.

### Poésie
- Christian Bobin, Un assassin blanc comme neige, éd. Gallimard. "La poésie est une affaire vitale".
- Mahmoud Darwich, Nous choisirons Sophocle et autres poèmes, trad. Elias Sanbar, éd. Actes Sud, Littérature palestinienne, coll. « Mondes arabes », paru en mai.
- Matthieu Gosztola, La Face de l'animal, éditions de l'Atlantique.
- Rainer Maria Rilke, Le Dit d'amour et de mort du cornette Christoph Rilke, traduction de Roger Lewinter, Éditions Ivrea.
- Serge Sautreau, L'Antagonie : Journal (2007-2008), Paris, « Collection Blanche », Gallimard, paru en avril.
- Jean-Pierre Siméon, Traité des sentiments contraires, Éditions Cheyne, paru en juin
- Kilien Stengel, Permission de servir Éditions L&C
- Richard Taillefer, Des clins de mémoire, éd. Dédicaces.
- Serge Venturini, Avant tout et en dépit de tout (2000-2010), Éditions L'Harmattan, Paris, coll. « Poètes des cinq continents », (livre dédié à Marina Tsvetaeva), paru en janvier.

### Publications
1. Académie Alphonse Allais, Dictionnaire ouvert jusqu'à 22 heures, éd. Le Cherche Midi, coll. Le Sens de l'humour, 256 p.
2. José Artur, J'ose en rire, éd. Le Cherche Midi.
3. Association « Verbes », L'Éloge des cent papiers. Ouvrage collector.
4. Véronique Barrau et Yannick Fourié, L'Herbier d'une vie : Quand les plantes nous accompagnent du premier au dernier souffle, éd. Plume de carotte.
5. Jean-Pierre Bourgeron (direction), Marthe de Sainte-Anne, éd. HumuS, coll. Eros singuliers, 103 p. Livre érotique.
6. Jean-Pierre Bourgeron (direction), Le Curé travesti, éd. HumuS, coll. Eros singuliers, 105 p. Livre érotique, textes et dessins.
7. Frédéric Chaublin, CCCP : Cosmic Communist Constructions Photographed, éd. Taschen. Architecture de quatre-vingt-dix bâtiments de l'URSS des années 1970 à 1990.
8. Didier Daeninckx, Galadio, éd. « Folio ». Être Noir dans l'Allemagne nazie.
9. Bertrand Dicale, Maudits métis, éd. Jean-Claude Lattès.
10. Bertrand Dicale, Les Chansons qui ont tout changé, éd. Fayard.
11. David Douglas, La Prophétie maya 2012 : Apocalypse ou ère nouvelle, traduit par Antonia Leibovici, éd. Véga, 160 p.
12. Arthur Dreyfus et François Xavier Goby (illustrations), Le Livre qui rend heureux : À ne pas lire en cas de bonheur, éd. Flammarion, 121 p.
13. Pascal Fioretto, Moi, Pascal F., éd. Chifflet & Cie.
14. John Greenlee, Choisir la prairie, éd. du Rouergue. Transformez votre jardin en prairie.
15. Inès Heim, Réinventez votre intérieur, éd. de Saxe, coll. Peinture.
16. Nicolas Idier (sous la direction de), Shanghaï : Histoire, promenades, anthologie et dictionnaire, éd. Robert Laffont, 1.536 p.
17. Nicolas Jaquet, Versailles secret et insolite : Le Château, ses jardins et la ville, éd. Parigramme, 200 p. Guide.
18. Alexandre Jardin, Des gens très bien, éd. Grasset.
19. Tahar Ben Jelloun, Par le feu, éd. Gallimard. Sur Mohamed Bouazizi.
20. Serge Le Vaillant et Guy Martin, Ma fiancée est carnivore, éd. de La Martinière. Des recettes surprenantes.
21. Olivier Lemire, L'Esprit du chemin : Voyage aux sources du bonheur, éd. Transboréal. Marcher.
22. Jean-Pierre Otelli, Erreurs de pilotage, tome V, éd. Altipresse[24].
23. Raynal Pellicer, Photomaton, éd. de la Martinière. L'encyclopédie du photomaton.
24. Édith Piaf (1915-1963), Mon amour bleu, éd. Grasset. Publication d'une cinquantaine de lettres de Édith Piaf à Louis Gérardin.
25. David Ramolet, De la sciure dans les veines, éd. Siloé coll. L'ancolie, 180 p.
26. Eric Reinhardt, John Malkovich (préface), Philippe Garcia (photographies) et David Lynch (photographies), Christian Louboutin, éd. Rizzoli-Flammarion, 25 octobre.
27. Alain Rémond, Et puis un jour j'ai entendu Bob Dylan, éd. JBZ et Cie.
28. Graham Robb (Anglais), Une histoire buissonnière de la France, éd. Flammarion.
29. Valérie Rocoplan avec la collaboration Christie Vanbremeersch, Oser être la chef, Leduc.S éditions, 256 p.
30. Paolo Rumiz (reporter italien), Aux frontières de l'Europe, traduit par Béatrice Vierne, éd. Hoebeke, coll. Étonnants voyageurs, 320 p. À la découverte d'Européens.
31. Bertrand de Saint-Vincent, Tout Paris : Y être ou ne pas y être, éd. Grasset, 484 p. Deux années de chroniques people.
32. Jean-Claude Simoën, Savants et aventuriers en Égypte : De l'Antiquité au XXe siècle, éd. de la Martinière, 255 p.
33. Rebecca Skloot, La Vie immortelle d'Henriette Lacks, éd. Calmann-Lévy.
34. Catherine Tardrew, Pigalle : Entre tapins et truands, tome II, éd. La Belle Gabrielle. Histoire de Pigalle depuis 1947 et la fermeture des maisons closes.
35. Sylvain Tesson, Dans les forêts de Sibérie, éd. Gallimard. Six mois dans une cabane au bord du lac Baïkal. Prix Évasion, prix Médicis.
36. Nicolas Vannier, La Passion du Grand Nord, éd. XO/Chêne.
37. Nitya Varnes, Tous nés sous une bonne étoile, éd. XO. Comprendre l'esprit de l'astrologie.
38. Gilles Vervisch, Tais-toi et double : Philosophie du code de la route, éd. Max Milo, 194 p.
39. Robert K. Wittman Inestimable : Dans les coulisses du trafic d'art, traduit par Diniz Galhos, 405 p. Les secrets dévoilés des trafics d'art par un ancien du FBI.
40. 1 200 voitures de légende, éd. Larousse.
41. Collectif, Le Grand livre illustré du patrimoine maçonnique, éd. Le Cherche Midi, coll. Espace maçonnique, 421 p., 800 illustrations. Collection du musée de la maçonnerie.

#### Livres sur les animaux
1. Isabelle Collin, Lise Herzog (illustrations), 1001 secrets de chats : Pour mieux les connaître et bien s'en occuper, du chaton au vieux matou, éd. Prat, 326 p.
2. Joëlle Dutillet, Histoires vraies d'animaux exceptionnels, racontées par une journaliste de « 30 millions d'amis », éd. Le Courrier du livre, 267 p.
3. Catherine Levesque (textes), Frédéric Vitoux (préface), Éric Planchard (photographies), Sublimes chats : Les Plus Beaux Portraits, éd. Prisma, 205 p.
4. Rachael McKenna (textes et photographies), Les Chats en France, traduit par Isabelle Aragnou, éd. Delachaux et Niestlé, 170 p.

#### Livres sur la gastronomie
1. Bérangère Abraham et Valérie Lhomme (photographie), Légumes et fruits oubliés : Reconnaître et cuisiner les produits d'antan, éd. Larousse.
2. Éric Birlouez, Histoire de la cuisine et de la nourriture : Du menu des cavernes à la gastronomie moléculaire, éd. Ouest-France, 136 p.
3. Alexandre Dumas (1802-1870), Jean-François Piège (commentaires), Petit dictionnaire de cuisine, avec des recettes de Jean-François Piège, éd. J'ai lu, 512 p.
4. Delphine Germain, Jean-Pierre Coffe (présentation, illustration), Michel Barnier (préface), Ce que nous devons savoir sur les poissons, coquillages et crustacés, éd. Plon.
5. Marion F. Godfroy-Tayart de Borms, Xavier Dectot, John Bentham (photographies), À la table de l'histoire : Recettes revisitées, des banquets antiques à aujourd'hui, éd. Flammarion, 301 p.
6. Cyril Lignac, En Cuisine, éd. Hachette, coll. Cuisine.
7. Guy Martin, Cuisine, éd. de la Martinière.
8. Thierry Marx, Comment je suis devenu chef étoilé, éd. Bayard.
9. Adèle Pommereau, Cahier d'une cuisinière des bords de mer, éd. De Borée.
10. Neil Setchfield, Ça se mange !, éd. Hoëbeke.
11. Kilien Stengel, Pommard ou Pomerol ?, Éditions Dunod.

### Recherche
- Colette Mourey Éléments de composition hypertonale (Éditions Marc Reift)[e 1]

### Romans

#### Auteurs francophones
1. Éliette Abécassis, Et te voici promise à tout homme, éd. Albin Michel. Un plaidoyer contre l'intransigeance du dogme du mariage religieux.
2. Philippe Adam, Jours de chance, éd. Verticales Phase Deux.
3. Jean-Pierre Alaux, Avis de tempête sur Cordouan, éd. 10/18.
4. Christine Angot, Les Petits, éd. Flammarion.
5. Marie-Odile Ascher, Pain amer (premier roman), éd. Anne Carrière, 428 p. Le retour d'une famille en URSS stalienne.
6. Michka Assayas, Faute d'identité, éd. Grasset. Ubu chez les fonctionnaires.
7. Pierre Assouline, Vies de Jobs, éd. Gallimard, 491 p.
8. Antoine Audouard, Le Rendez-vous de Saïgon, éd. Gallimard.
9. Stéphane Audeguy, Rom@, éd. Gallimard.
10. Sophie Bassignac, Dos à dos, éd. Jean-Claude Lattès, 200 p.
11. Jacques Baudouin, Shanghai Club, éd. Robert Laffont. Un aventurier dans la Chine de la fin du XIXe siècle.
12. Jean-Marc Beausoleil, Blanc Bonsoir, éd. Triptyque.
13. Emma Becker, Mr, éd. Denoël. La passion amoureuse d'une jeune fille de vingt ans pour un quadragénaire.
14. François Bégaudeau, La Blessure, la vraie, éd. Verticales.
15. Fabienne Berthaud, Un jardin sur le ventre, éd. JBZ & Cie. Rapports mère fille.
16. André Besson, Le Trésor retrouvé des templiers, éd. France Empire.
17. Philippe Besson, Retour parmi les hommes, éd. Julliard.
18. Julien Blanc-Gras, Touriste, éd. Au diable vauvert. Les voyages d'un érudit.
19. Charlotte Blum, Je bosse enfin à la télé, éd Archipel.
20. Janine Boissard, N'ayez pas peur, nous sommes là, éd. Flammarion.
21. André Boris, Méfiez-vous de la vierge (premier roman), éd. Flammarion.
22. Paule du Bouchet, Emportée, éd. Actes Sud. Une enfant abandonnée par sa mère.
23. Clémence Boulouque, L'Amour et des poussières, éd. Gallimard.
24. Françoise Bourdin, Comme un frère, éd. Belfond. Deux frères dans le Jura.
25. Emmanuelle de Boysson, Le Temps des femmes, tome 1 : Le Salon d'Émilie, éd. Flammarion, 367 p.
26. Anne Bragance, Une affection longue durée, éd. Mercure de France.
27. Élisabeth Brami, Les Heures secrètes, éd. Le Seuil. Un amour improbable.
28. Marine Bramly, Mon petit bunker (second roman), éd. Jean-Claude Lattès. Retour à la vraie vie après une enfance idyllique.
29. Gaël Brunet, Tous les trois (premier roman), éd. du Rouergue.
30. Natacha Calestrémé, Le Testament des abeilles, Albin Michel.
31. Didier van Cauwelaert, Le Journal intime d'un arbre, éd. Michel Lafon. Les souvenirs d'un tilleul tricentenaire.
32. François Cavanna, Lune de miel, éd. Gallimard.
33. François Cérésa, Antonello, Léonard de Vinci et moi, éd. Plon. Une aventure dans la Venise du Quattrocento.
34. François Cérésa, Sugar Puffs, éd. Fayard.
35. Sorj Chalandon, Retour à Killybegs, éd. Grasset. Une plongée dans l'IRA. Grand Prix du roman de l'Académie française 2011.
36. Françoise Chandernagor, Les Enfants d'Alexandrie, éd. Albin Michel. Alexandrie sous Cléopâtre.
37. Madeleine Chapsal, La mort rôde, éd. Fayard. Une promenade avec la Grande Faucheuse.
38. Stéphane Chaumet, Même pour ne pas vaincre, éd. Le Seuil, coll. Cadre rouge, 346 p.
39. Aya Cissoko et Marie Desplechin, Danbé, éd. Calmann-Lévy.
40. Laurence Cossé, Les Amandes amères, éd. Gallimard.
41. Nadia Coste, Les Fedeylins, éd. Gründ : t. 1 : Les Rives du monde et t. 2 : Au bord du mal
42. Isabelle Coudrier, Va et dis-le aux chiens (premier roman), éd. Fayard, 816 p. Roman d'amour et de désamour.
43. Delphine Coulin, Samba pour la France, éd. Le Seuil. Roman social.
44. Charles Dantzig, Dans un avion pour Caracas, éd. Grasset.
45. Marie Darrieussecq, Clèves, éd. P.O.L. Voyage d'une femme au pays des désirs et des doutes.
46. Didier Decoin, Une Anglaise à bicyclette, éd. Stock. Les aventures d'une jeune sioux adoptée en Grande-Bretagne.
47. Marien Defalvard, Du temps qu'on existait, éd. Grasset. Prix du Roman du mois, Prix de Flore 2011.
48. Virginie Deloffre, Léna (premier roman), éd. Albin Michel, 272 p. L'amour de la taïga.
49. Vanessa Diffenbaugh, Le Langage secret des fleurs (premier roman), éd. Presses de la Cité.
50. Philippe Djian, Vengeances, éd. Gallimard.
51. Tishani Doshi, Le plaisir ne saurait attendre, éd. Buchet-Chastel.
52. Jean-Paul Dubois, Le Cas Sneijder, éd. de l'Olivier.
53. Marguerite Duras, Œuvres complètes tomes 1 et 2, éd. La Pléaïde, 3.616 p.
54. Marc Durin-Valois, Les Pensées sauvages, éd. Plon.
55. Annie Ernaux, Écrire la vie, éd. Gallimard, coll. Quarto, 1.088 p. 12 romans.
56. Alix Étournaud, Mieux vaut en rire, éd. JC Lattès. Roman en partie autobiographique dans le monde des médias.
57. Nicolas Fargues, Tu verras, éd. P.O.L. Un père détruit par la mort de son fils.
58. Véronique Fiszman, L'Ivresse de la bascule, éd. Léo Scheer.
59. David Foenkinos, Les Souvenirs, éd. Gallimard. Une méditation sur la famille, les parents, le couple.
60. Sophie Fontanel, L'Envie, éd. Robert Laffont.
61. Éric Fottorino, Le Dos crawlé, éd. Gallimard, 206 p. Été 1976, deux adolescents à la plage.
62. Jean-Louis Fournier, Poète et paysan, éd. Stock. Une ode aux plaisirs agricoles.
63. Irène Frain, La Forêt des 29, éd. Michel Lafon, 464 p. Une aventure humaine dans l'Inde du XVe siècle.
64. Régis Franc, Un grand oiseau blanc avec une chemise, éd. Fayard.
65. Olivier Frébourg, Gaston et Gustave, éd. Mercure de France.
66. Mathieu Gaborit, Chronique du soupir, éd. Le Pré aux clercs. Roman fantastique.
67. Valérie Gans, Les Toxiques, éd. Marabout.
68. Brigitte Giraud, Pas d'inquiétude, éd. Stock. La maladie source d'inquiétude.
69. Luc Girerd, Les Cinq Tentations de Thomas Kloster, éd. Albin Michel, 230 p.
70. Jean-Marie Gourio, Un café sur la lune, éd. Julliard.
71. Patrick Grainville, Le Corps immense du président Mao, éd. Le Seuil.
72. Philippe Grimbert, Un garçon singulier, éd. Grasset. L'histoire d'un adolescent autiste.
73. Sibylle Grimbert, Le vent tourne, éd. Léo Scheer.
74. Denis Grozdanovitch, La Secrète Mélancolie des marionnettes (premier roman), éd. L'Olivier.
75. Gaëlle Guernalec-Levy, Appartement 24, éd. François Bourin, Un enfant de 4 ans maltraité.
76. Thomas Hairmont, Le Coprophile, éd. P.O.L. Prix Sade 2011.
77. Noël Herpe, Journal en ruines, éd. Gallimard.
78. Célia Houdart, Carrare, éd. P.O.L.
79. Philippe Hugon, Pour les plaisirs du Roi : Mémoires d'un proxénète, éd. Flammarion. Roman historique sur Jean du Barry.
80. Philippe Jaenada, La Femme et l'Ours, éd. Grasset.
81. Andrea H. Japp, Les Mystères de Druon de Brévaux, tome 3 : Templa mentis, éd. Flammarion, 472 p.
82. Alexandre Jardin, Des gens très bien, éd. Grasset. Un malaise familial, une charge contre son grand-père Jean Jardin.
83. Alain Jaubert, Tableaux noirs, éd. Gallimard, 470 p.
84. Régis Jauffret, Claustria, éd. Le Seuil, coll. Cadre rouge, 544 p. Sur l'affaire Josef Fritzl.
85. Alexis Jenni, L'Art français de la guerre, éd. Gallimard, 632 p. Prix Goncourt.
86. Gaëlle Josse, Les Heures silencieuses (premier roman), éd. Autrement.
87. Yasmina Khadra, L’Équation africaine, éd. Julliard.
88. Guy Konopnicki, Le Silence de la ville, éd. Hugo & Cie.
89. Cloé Korman, Les Hommes-couleurs (premier roman), éd. Le Seuil. Prix Inter 2010.
90. Pascale Kramer, Un homme ébranlé, éd. Mercure de France.
91. Gérard Landrot, Tout autour des Halles quand finissait la nuit (premier roman), éd. L'éditeur, 288 p.
92. Éric Laurrent, Les Découvertes, éd. de Minuit.
93. Perrine Leblanc (québécoise), Kolia (premier roman), éd. Gallimard, coll. Blanche, 2011. Édition française de L'homme blanc, revue et corrigée par l'auteur.
94. Blandine Le Callet, La Ballade de Lila K (second roman), éd. Stock. Prix des Lecteurs de la ville de Brive.
95. Hermine Lecomte du Nouÿ, Amitié amoureuse, éd. Calmann-Levy. La correspondance suivie de deux trentenaires.
96. Patrice Leconte, Riva Bella, éd. Albin Michel. Un magicien abandonné par son épouse et par sa partenaire.
97. Mohamed Leftah (marocain, 1946-2008), Le Dernier Combat du captain Ni'mat, éd. de la Différence. Prix de la Mamounia.
98. Arnaud Le Guilcher, Pas mieux (second roman), éd. Stéphane Million.
99. Patrice Lelorain, Revenants, éd. La Table Ronde. Fresque des années 1970 et 80 à Bois-Colombes.
100. Pierre Lepère, Un prince doit venir, éd. La Différence. Roman historique.
101. Michèle Lesbre, Un lac immense et blanc, éd. Sabine Wespieser.
102. Hervé Le Tellier, Eléctrico W, éd. J.C. Lattès.
103. Marc Levy, Le Voleur d'ombres, éd. Robert Laffont.
104. Simon Liberati, Jayne Mansfield 1967, éd. Grasset. Prix Femina.
105. Henri Loevenbruck, L'Apothicaire, éd. Flammarion, 598 p.
106. Géraldine Maillet, Il ferait quoi Tarantino à ma place ?, éd. Flammarion. Le monde du cinéma.
107. Andreï Makine, Le Livre des brèves amours éternelles, éd. Le Seuil. L'inhumanité de l'URSS.
108. Gilles Martin-Chauffier, Paris en temps de paix, éd. Grasset. Prix de la Rentrée littéraire.
109. Carole Martinez, Du domaine des Murmures, éd. Gallimard. Une recluse dans la tour du château de son père.
110. Céline Minard, So Long, Luise, éd. Denoël.
111. Claude Mossé, Les Borgia, tome 1, Les Fauves, éd. HC. La saga des Borgia.
112. Paul McGuire, Lost Vegas, traduit par Benjamin Gallen, éd. Inculte. Le Championnat du monde de poker et l'envers du décor.
113. Léonora Miano, Ces âmes chagrines, éd. Plon. Un portrait féroce de l'intelligentsia parisienne.
114. Pierre Molaine, L'Œil au beurre noir, éd. Les Traboules. Roman inédit : la promenade citadine d'un jeune homme désabusé.
115. Pierre Molaine, Du lycée Papillon au lycée Ralbol, éd. Aparis. Roman de société inédit.
116. Xabi Molia, Avant de disparaître, éd. Le Seuil. Dans la France catastrophée du futur.
117. Gérard Mordillat, Rouge dans la brume, éd. Calmann-Lévy. Roman social.
118. Guillaume Musso, L'Appel de l'ange, XO Éditions.
119. Marc-Édouard Nabe, L'Enculé, auto-édition, 250 p.
120. Pierre Noirclerc, D'autres prendront nos places (premier roman), éd. Flammarion, 232 p. Un antihéros, Rastignac des temps modernes. Prix WeLoveWords 2011.
121. Matthieu Noli, Quatre enterrements et un mariage, éd. de Fallois. Saga familiale.
122. Amélie Nothomb, Tuer le père, éd. Albin Michel.
123. Sylvie Ohayon, Papa was not a Rolling Stone (premier roman), éd. Robert Laffont. Prix de la Closerie des lilas.
124. Véronique Olmi, Cet été-là, éd. Grasset.
125. Christine Orban, Le Pays de l'absence, éd. Albin Michel. Récit d'une relation mère-fille avec la maladie d'Alzheimer.
126. Jean d'Ormesson, La Conversation, éd. Héloïse d'Ormesson, 120 p. Bonaparte tente de rallier Cambacérès.
127. Christian Oster, Rouler, éd. de L'Olivier.
128. Véronique Ovaldé, Des vies d'oiseaux, éd. de L'Olivier.
129. Katherine Pancol, Premiers romans : Moi d'abord ; Scarlett, si possible ; Vu de l'extérieur, éd. Points / Le Seuil, 1008 p.
130. Chantal Pelletier, De bouche à bouches, éd. Joëlle Losfeld. Une quête des sens.
131. Anne Percin, Le Premier Été, éd. du Rouergue/La Brune.
132. Camille de Peretti, La Casati, éd. Stock. Un roman biographique d'une marquise italienne.
133. Valérie Peronnet, Jeanne et Marguerite, éd. Calmann-Levy.
134. Francis Perrin, Le Bouffon des rois, éd. Plon. Roman historique sur le personnage de Triboulet.
135. Isabelle Pestre, La Onzième Heure (premier roman), éd. Belfond.
136. Jean-Robert Pitte, Une famille d'Europe, éd. Fayard.
137. Philippe Pivion, Le Complot de l'Ordre noir (second roman), éd. Le Cherche Midi, 446 p. Roman historique.
138. David Plante, American Stranger, éd. Plon.
139. Jean-Bernard Pouy, Samedi 14, éd. La Branche, coll. Vendredi 13. Roman noir.
140. Michel Quint, Les Amants de Francfort, éd. Héloïse d'Ormesson.
141. Sacha Ramos, Pour en finir avec l'obscurité, éd. Léo Scheer.
142. Thomas Raphaël, La vie commence à 20 h 10, éd. Flammarion, 510 p. Dans les coulisses de la production d'un feuilleton TV.
143. Dominique Rebourg, L'Ange aux ailes de cristal, éd. Pygmalion. La maladie et le monde de la danse.
144. Éric Reinhardt, Le Système Victoria, éd. Stock. Une observation de la société à travers deux quadras sur le thème de l'attirance des contraires.
145. Murielle Renault, Oui…, éd. Le Dilettante. L'histoire d'un mariage.
146. Dominique Resch, Mots de tête, éd. Autrement. Chroniques d'un professeur de lycée dans les quartiers nord de Marseille.
147. Karine Reysset, Les Yeux au ciel, éd. de l'Olivier. Une famille recomposée et ses secrets.
148. Nathalie Rheims, Le Fantôme du fauteuil 32, éd. Léo Scheer. Intrigues à l'Académie française.
149. Louis-Henri de La Rochefoucauld, Un smoking à la mer, éd. Léo Scheer.
150. Jean Rolin, Le Ravissement de Britney Spears, éd. P.O.L.
151. Tatiana de Rosnay, Rose, éd. Héloïse d'Ormesson.
152. Jean-Marie Rouart, La Guerre amoureuse, éd. Gallimard. Une exploration des abîmes de la jalousie.
153. Jean-François Rouzières, Le Revolver de Lacan (premier roman), éd. Le Seuil.
154. Capucine Ruat, J'attends, éd. Stock. L'attente d'un enfant à naître.
155. Alexis Salatko, Céline's band, éd. Robert Laffont. L'amitié entre Louis-Ferdinand Céline et Marcel Aymé.
156. Fanny Salmeron, Le Travail des nuages, éd. Stéphane Million.
157. Lydie Salvayre, Hymne, éd. Le Seuil.
158. Valérie Saubade, Miss Sweety, éd. Anne Carrière.
159. Gilles Schlesser, Saga parisienne. 1942/1958. Un balcon sur le Luxembourg, éd. Parigramme.
160. Gilles Schlesser, Saga parisienne. 1959/1981. D'une rive à l'autre, éd. Parigramme.
161. Éric-Emmanuel Schmitt, La Femme au miroir, éd. Albin Michel.
162. Michel Schneider, Comme une ombre, éd. Grasset. L'histoire de deux frères.
163. Sophie Schulze, Allée 7, rangée 38 (premier roman), éd. Léo Scheer.
164. Philippe Séguy, Et embrasser la liberté sur la bouche, éd. Flammarion.
165. Laurent Seksik, La Légende des fils, éd. Flammarion. L'odyssée d'un adolescent dans l'Ouest américain des années 1960.
166. Christian Signol, Au cœur des forêts, éd. Albin Michel.
167. Shumona Sinha, Assommons les pauvres ! (deuxième roman), éd. de L'Olivier.
168. Yves Simon, La Compagnie des femmes, éd. Stock. Histoire de multiples rencontres.
169. Philippe Sollers, Trésor d'amour, éd. Gallimard. Une balade d'amour sur les pas de Stendhal.
170. Sacha Sperling, Les Cœurs en skaï mauve, éd. Fayard.
171. Morgan Sportès, Tout, tout de suite, éd. Fayard, 384 p., Prix Interallié. Une chronologie chez les barbares de la banlieue (affaire Ilan Halimi).
172. Hélène Sturm, Pfff (premier roman), éd. Joëlle Losfeld.
173. Brina Svit (Slovène), Une nuit à Reykjavik, éd. Gallimard. Une réflexion sur la maladie, la mort et les liens du cœur.
174. Yann Tatibouët, La Veillée des ombres, éd. des Montagnes Noires.
175. Laurence Tardieu, La Confusion des peines, éd. Stock. Un roman familial.
176. Sylvie Testud, Chevalier de l'ordre du Mérite, éd. Fayard. Une femme d'aujourd'hui.
177. Jean Teulé, Charly 9, éd. Julliard. L'histoire du roi Charles IX de France.
178. David Thomas, Un silence de clairière (premier roman), éd. Albin Michel. Sur les traces du grand frère, une leçon de liberté.
179. Tito Topin, Les Enfants perdus de Casablanca, éd. Denoël. Une fresque amoureuse en 1942.
180. Tereska Torrès, Jeunes femmes en uniforme.
181. Élisabeth Tremblay, Filles de Lune t. 5 : L'Héritier, éd. Mortagne, 592 p.
182. Lyonel Trouillot, La Belle Amour humaine, éd. Actes Sud. Un roman familial et le sens de la vie.
183. Pierre Vabre, Le Petit Homme, éd. Les Nouveaux Auteurs
184. Zoé Valdés (Cubaine), Le Paradis du néant, éd. JC Lattès. Une exilée cubaine en France.
185. Nicolas Vanier, Le Grand Voyage, éd. XO.
186. Vendela Vida, Se souvenir des jours heureux, éd. Albin Michel. Un voyage nostalgique en Turquie.
187. Delphine de Vigan, Rien ne s'oppose à la nuit, éd. Jean-Claude Lattès, 440 p. Le livre des secrets de sa famille et de sa mère.
188. Laurence Vilaine, Le silence ne sera qu'un souvenir (premier roman), éd. Gaïa.
189. Mélanie Vincelette, Polynie, éd. Robert Laffont.
190. Stanislas Wails, La Maison Matchaiev (premier roman), éd. Serge Safran. Une histoire de famille russe.

#### Auteurs traduits
1. Isabel Allende (chilienne), L'Île sous la mer, éd. Grasset, 522 p. Au XVIIIe siècle à Saint-Domingue.
2. José Maria Arguedas (péruvien), Diamants et silex, traduit par Ève-Marie Fell, préface de Mario Vargas Llosa, éd. de L'Herne.
3. Ace Atkins (américain), Le Jardin du diable, traduit par Christophe Mercier, éd. Le Masque, 461 p.
4. Paul Auster (américain), Sunset Park, éd. Actes Sud. L'anti-monde de la consommation.
5. Silvia Avallone (italienne), D'acier, traduit par Françoise Brun, éd. Liana Levi, 387 p. La jeunesse à Piombino en Toscane. Prix des lecteurs de l'Express 2011.
6. Steve Berry (géorgien), Le Complot Romanov, traduit par Gilles Morris-Dumoulin, éd. Le Cherche Midi, 509 p.
7. Therese Bohman (suédoise), La Noyée (premier roman), traduit par Carine Bruy, éd. Balland. Un huis clos dans la chaleur de l'été.
8. Caterina Bonvicini (italienne), Le Lent Sourire, traduit par Lise Caillat, éd. Gallimard.
9. Elena Botchorichvili (géorgienne/canadienne), La Tête de mon père, éd. Boréal.
10. Dan Chaon (américain), Cette vie ou une autre, traduit par Hélène Fournier, éd. Albin Michel, coll. Terres d'Amériques.
11. Chi Li (chinoise), Le Show de la vie, traduit par Hervé Denès, éd. Actes Sud.
12. Mary Higgins Clark (américaine), Quand reviendras-tu ?, traduit par Anne Damour, éd. Albin Michel.
13. Paul Cleave (néo-Zélandais), Un père idéal, traduit par Fabrice Pointeau, éd. Sonatine, 405 p.
14. Jonathan Coe (anglais), La Vie très privée de M. Sim, traduit par Josée Kamoun, éd. Gallimard. La dépression d'un VRP.
15. Michael Collins (américain), Minuit dans une vie parfaite, éd. Christian Bourgeois. Sur le thème des talents.
16. Cristina Comencini (italienne), Quand la nuit, traduit par Jean Baisnée, éd. Grasset. Une histoire d'amour dans les Dolomites.
17. Douglas Coupland (américain), Joueur_1 : Ce qu'il adviendra de nous, traduit par Rachel Martinez, éd. Au Diable Vauvert. Rencontre de quatre quadragénaires.
18. Will Cuppy (américain), Grandeur et décadence d'un peu tout le monde, traduit par Fritz Markassin, éd. Wombat.
19. John Dee (américain), Les Privilèges, traduit par Élisabeth Peellaert, éd. Plon.
20. Chahdortt Djavann, Je ne suis pas celle que je suis, éd. Flammarion, 544 p. La dictature iranienne.
21. Heidi W. Durrow (américaine), La Fille tombée du ciel, éd. Anne Carrière.
22. Maggie O'Farrell (anglaise), Cette main qui a pris la mienne, traduit par Michèle Valencia, éd. Belfond, 419 P. Costa Book Award 2010.
23. Jim Fergus (américain), Marie-Blanche, traduit par Jean-Luc Piningre, éd. Le Cherche Midi, 605 p. Une saga familiale.
24. Susana Fortes (espagnole), En attendant Robert Capa, traduit par Julie Marcot, éd. Héloïse d'Ormesson.
25. Jonathan Franzen (américain), Freedom, éd. L'Olivier, 576 p. Une Amérique désenchantée à travers une famille du Minnesota.
26. William Gaddis (américain, 1922-1988), Ivan Nabokov (préface), JR, traduit par Marc Cholodenko, éd. Plon, 1 096 p. Le capitalisme américain en délire.
27. Lisa Gardner (américaine), Derniers adieux, éd. Albin Michel.
28. David Gibbins (anglais), Le Masque de Troie, traduit par Paul Bénita, éd. Générales Firts, 468 p.
29. Julia Glass (américaine), Louisa et Clem, traduit par Anne Damour, 427 p.
30. Joe Gores (américain), préface James Ellroy, Spade & Archer, traduit par Natalie Beunat, éd. Rivages.
31. Jens Christian Grøndahl (danois), Quatre jours en mars, traduit par Alain Gnaedig, éd. Gallimard, 438 p.
32. David Grossman (israélien), Une femme fuyant l'annonce, traduit par Sylvie Cohen, éd. Le Seuil, 666 p. Vivre la mort de son enfant à la guerre. Prix Médicis étranger, grand prix de l'héroïne Marie France (roman étranger).
33. Lars Gustafsson (suédois), La Mort d'un apiculteur, traduit par Carl Gustaf Bjurström et Lucie Albertini, éd. Belfond.
34. F.G. Haghenbeck (mexicain), Martini Shoot (premier roman), traduit par Juliette Ponce, éd. Denoël.
35. Jonas Jonasson (suédois), Le Vieux qui ne voulait pas fêter son anniversaire (premier roman), traduit par Caroline Berg, éd. Presses de la Cité, 454 p. Un Forrest Gump suédois.
36. Douglas Kennedy (américain), Cet instant-là, éd. Belfond, 490 p.
37. Haruki Murakami (japonais), 1Q84, tomes 1 et 2 d'une trilogie. Les trajectoires parallèles de deux trentenaires pour comprendre la société japonaise.
38. Helle Helle (danoise), Chienne de vie, traduit par Catherine Lise Dubos, éd. Le Serpent à plumes.
39. Hitonari Tsuji (japonaise), Dahlia, traduit par Ryôji Nakamura et René de Ceccatty, éd. Le Seuil. Voyage dans le morbide.
40. David Homel (américain), Le Droit Chemin, traduit par Sophie Voillot, éd. Actes Sud, 405 p. Sur le thème du démon de midi.
41. Kari Hotakainen (finlandaise), La Part de l'homme, Anne Colin du Terrail, éd. JC Lattès.
42. Rebecca Hunt (anglaise), Une humeur de chien, traduit par Sarah Gurcel, éd. Denoël.
43. Siri Hustvedt (américaine), Un été sans les hommes, éd. Actes Sud. Sur le thème du patriarcat et du féminisme.
44. Angela Huth (anglaise), Souviens-toi de Hallows Farm, éd. Quai Voltaire. Une femme libre.
45. Arnaldur Indriðason (islandais), La Rivière noire, éd. Métaillé.
46. John Irving (américain), Dernière nuit à Twisted River, traduit par Josée Kamoun, 561 p. L'histoire d'une traque.
47. Howard Jacobson (anglais), La Question Finkler, traduit par Pascal Loubet, éd. Calmann-Lévy, 382 p.
48. Rona Jaffe (américaine), Rien n'est trop beau, traduit par Jean Rosenthal, éd. Presses de la Cité. L'école des « Desperate Housewives ».
49. Rachel Johnson (anglaise), Le diable vit à la campagne, éd. de Fallois. Les bobos à la campagne.
50. Laura Kasischke (américaine), Les Revenants, éd. Christian Bourgeois, 587 p.
51. Douglas Kennedy (américain), Cet instant-là, éd. Belfond, 490 p. En 1984 à Berlin.
52. Chip Kidd (américain), Cheese Monkeys (premier roman), éd. Inculte.
53. Hubert Klimko (polonais), Les Toutes Premières Choses, éd. Belfond.
54. Herman Koch (hollandais), Le Dîner, éd. Belfond.
55. Nicole Krauss (américaine), La Grande Maison, traduit par Paule Guivarch, éd. de l'Olivier.
56. Hernán Lara Zavala (mexicain), Zitilchén, traduit par Claude Fell, Éd. de L'Herne.
57. Erik Larson (américain), Le Diable dans la ville blanche, traduit par Hubert Tézenas, éd. Le Cherche midi, 644 p. Des architectes et un serial killer à Chicago en 1893.
58. John le Carré (anglais), Un traître à notre goût, traduit par Isabelle Perrin, éd. Le Seuil.
59. Edouard Limonov (russe), Journal d'un raté, traduit par Antoine Pingaud, éd. Albin Michel.
60. Ling Zhang (chinoise), Le Rêve de la montagne d'or, éd. Belfond, 590 p. 5e tome de la saga familiale.
61. Patricia MacDonald (américaine), Une nuit, sur la mer, traduit par Nicole Hibert, éd. Albin Michel.
62. Shahriar Mandanipour (iranien), En censurant un roman d'amour iranien, traduit par Georges-Michel Sarotte, éd. du Seuil, 404 p. Une histoire d'amour à Téhéran où la dictature religieuse impose une séparation des sexes et une censure de l'auteur.
63. Katarina Mazetti (suédoise), Le Caveau de famille, éd. Gaïa.
64. Alexander McCall Smith (écossais), Les Charmants Travers de nos semblables, traduit par Martine Skopan, éditions des Deux Terres. Une nouvelle Miss Marple.
65. Ian McEwan (anglais), Solaire, traduit par France Camus-Pichon, éd. Gallimard. Prix littéraire Jérusalem 2011. Un prix Nobel prétend vouloir sauver la terre.
66. Nancy Mitford (anglaise, 1904-1973), préface Charlotte Mosley, Charivari, traduit par Anne Damour, éd. Christian Bourgeois, 260 p.
67. Kate Morton (australienne), Les Heures lointaines, traduit par Anne-Sylvie Homassel, éd. Presses de la Cité, 630 p. Le secret de trois sœurs dans un manoir anglais.
68. Ryû Murakami (japonais), Chansons populaires de l'ère Showa (1994), éd. Philippe Picquier.
69. Valentin Musso, Les Cendres froides (second roman), éd. Les Nouveaux Auteurs, 250 p.
70. Stuart Neville (irlandais), Les Fantômes de Belfast (premier roman), traduit par Fabienne Duvigneau, éd. Rivages, 412 p. Les spectres de la guerre civile en Ulster.
71. David Nicholls (anglais), Un jour, traduit par Karine Reignier, éd. Belfond. Une histoire d'amour.
72. Kem Nunn (américain), Tijuana Straits, éd. Sonatine.
73. Joseph O'Connor (irlandais), Muse, éd. Phébus. L'amour de la comédienne Molly Allgood et du dramaturge John Millington Stinge.
74. Sofi Oksanen (finlandais), Les Vaches de Staline (2003, premier roman).
75. Hanne Ørstavik (norvégienne), Amour, éd. Les Allusifs.
76. David Plante (américain), American Stranger, traduit par Laurence Viallet, éd. Plon. La quête identitaire d'une pauvre petite fille riche et juive.
77. Joe Ashby Porter (américain), Le Futur proche, traduit par Bernard Hœpffner, éd. Joëlle Losfeld, 198 p.
78. Tom Rachman (anglais), Les Imperfectionnistes (premier roman), éd. Grasset. Une vision cynique et réaliste de la profession de reporter.
79. Anne B. Ragde (norvégienne), Zona frigida, traduit par Hélène Hervieu et Éva Sauvegrain, éd. Balland. Un voyage dans le Grand Nord.
80. Anne B. Ragde (norvégienne), La Tour d'arsenic, traduit par Jean Renaud, éd. Balland, 522 p. Une grand-mère pas comme les autres.
81. Atiq Rahimi (afghan), Maudit soit Dostoïevski, éd. P.O.L.
82. Rax Rinnekangas (finlandais), La lune s'enfuit, traduit par Jean-Michel Kalmbach, éd. Phébus.
83. Michelle Richmond, Le Rêve d'Amanda Ruth, traduit par Sophie Aslanides, éd. Buchet-Chastel.
84. Ann Rosman (suédoise), La Fille du gardien de phare, traduit par Carine Bruy, éd. Balland, 491 p. Une enquête sur le rôle trouble d'une famille pendant la Seconde Guerre mondiale.
85. J.K. Rowling, Harry Potter et l'Ordre du Phénix (tome V), traduit par Jean-François Ménard, éd. Folio Junior, 1036 p.
86. Carlos Salem (espagnol), Je reste roi d'Espagne, traduit par Danielle Schramm, éd. Actes Sud, 400 p. Le roi Juan Carlos en cavale.
87. C. J. Sansom (anglais), Corruption, série Matthew Sharlake opus 5, traduit par George-Michel Sarotte, éd. Belfond, 696 p.
88. Carmelo Sardo (italien), Les Nuits de Favonio, traduit par Anaïs Bokobza, éd. First.
89. Monte Schulz (américain), Sur l'autre rive du Jourdain, traduit par Marie-Odile Fortier-Masek, éd. Phébus, 354 p.
90. Moacyr Scliar (brésilien), Le Centaure dans le jardin, traduit par Philippe Poncet, éd. Folies d'encre, 363 p.
91. Elif Shafak (turque), Soufi, mon amour, traduit par Dominique Letellier, éd. 10/18.
92. Nicholas Shakespeare (anglais), Héritage, traduit par Karine Laléchère, éd. Grasset, 420 p.
93. Lakambini Sitoy (philippine), Les Filles de Sweethaven, éd. Albin Michel.
94. José Carlos Somoza (espagnol), L'Appât, éd. Actes Sud.
95. Danielle Steel (américaine), Affaire de cœur, traduit par Florence Bertrand, éd. Presses de la Cité.
96. Danielle Steel (américaine), Les Lueurs du Sud, éd. Presses de la Cité.
97. Danielle Steel (américaine), Une grande fille, éd. Presses de la Cité.
98. Dimítris Stefanákis (grec), Jours d'Alexandrie, traduit par Marie Roblin, éd. Viviane Hamy, 540 p. Une fresque sur trois générations au XIXe siècle.
99. Roma Tearne (sri Lankaise), Retour à Brixton Beach, éd. Albin Michel, 500 p.
100. Colm Toibin (irlandais), Brooklyn, traduit par Anna Gibson, éd. Robert Laffont.
101. Giuseppina Torregrossa (italienne), Les Tétins de Sainte-Agathe, traduit par Anaïs Bokobza, éd. JC Lattès. Des femmes de Sicile.
102. Christos Tsiolkas (greco-australien), La Gifle, traduit par Jean-Luc Piningre, éd. Belfond, 466 p. Une étude sociologique sur le thème de l'enfant-roi dans une famille d'immigrés.
103. John Updike (américain), Les Veuves d'Eastwick, éd. Points, 416 p.
104. Helene Uri (norvégienne), Trouble, traduit par Alex Fouillet, éd. J.C. Lattès.
105. David Vann (américain), Désolations, éd. Gallmeister.
106. Ayelet Waldman (américaine), Un mariage en héritage, traduit par Odile Demange, éd. Robert Laffont, 424 p.
107. Carey Wallace, La Comtesse et les Ombres, éd. Presses de la Cité. Dans l'Italie dorée du début du XXe siècle.
108. Helen Walsh (anglaise), Une famille anglaise, traduit par Cécile Chartres, éd. Flammarion.
109. S. J. Watson (américain), Avant d'aller dormir (premier roman), traduit par Sophie Aslanides, éd. Sonatine. Amnésie ou diabolique machination.
110. Herbjørg Wassmo (norvégien), Cent ans, traduit par Luce Hinsch, éd. Gaïa, 557 p.
111. Mary Wesley (anglaise), La Resquilleuse, traduit par Michèle Albaret, éd. Héloïse d'Ormesson.
112. John A. Williams, Stoner (1965), traduit par Anna Gavalda, éd. La Dilettante, 382 p.
113. Jenny Wingfield (américaine), Les Ailes de l'ange, traduit par Isabelle Chapman, éd. Belfond.

#### Livres pour adolescents
- Olivier Adam, Personne ne bouge, éd. L’École des loisirs.
- Nicolas Ancion, Momies et compagnie, éd. Graine2.
- Jean-Philippe Arrou-Vignod, Magnus Million et le dortoir des cauchemars, éd. Gallimard Jeunesse.
- Sophie Audouin-Mamikonian, Tara Duncan contre la reine noire, éd. XO, 512 p.
- Steve Augarde, Le Peuple des minuscules, éd. Albin Michel, coll. Wiz, 490 p. Nestlé Children's Book Prize 2003.
- Pierre-Marie Beaude, Jésus : Une rencontre en Galilée, éd. Casterman. Un enfant rencontre les premiers chrétiens.
- Luc Besson, Arthur, tom 3 : La Vengeance de Maltazard, éd. Intervista.
- Marie-Claude Boucault, Le Mystère de la tombe Gaylard, éd. Syros, coll. « Souris ». Policier.
- Isabelle Bournier, Christophe Bouillet, préface de Robert Badinter, Crimes de guerre, justice des hommes, éd. Casterman.
- Isabelle Bournier, La Seconde Guerre mondiale, éd. Casterman / Mémorial de Caen, 192 p.
- Evelyne Brisou-Pellen, Ysée : Le Reliquaire d'argent.
- Didier van Cauwelaert, L'Enfant qui venait d'un livre, éd. Prisma.
- Catherine Chaine, Marc Riboud (photos), I comme Image, éd. Gallimard Jeunesse/Les Trois Ourses.
- Georges Chaulet, Les Secrets de Fantômette, éd. Hachette.
- Suzanne Collins, Hunger Games : La Révolte, tome 3, éd. Pocket Jeunesse.
- Richard Couaillet, Contre courants, éd. Actes Sud Junior. Journal halluciné.
- Éric Dars, Éric Teyssier et Vincent Caut (illustrations), La Grèce antique à petit pas, éd. Actes Sud Junior.
- Frédérique Deghelt, Ma nuit d'amour, éd. Actes Sud Junior. L'éveil à l'amour d'une adolescente.
- Sylvie Deshors, L'Inconnue des Andes, éd. du Rouergue. Policier.
- Victor Dixen, Hiver nucléaire (Le Cas Jack Spark saison 3), Jean-Claude Gawsewitch Éditeur.
- Sonia Feertchak et Catel Muller, L'Encyclo des filles 2012, éd. Plon, 544 p.
- Éric Fottorino, Le Dos crawlé, éd. Gallimard. Été 1976, deux adolescents à la plage.
- Alexis Galmot, Till Charlier (illustrations), Les Boulangeries de la rue des dimanches, éd. Grasset Jeunesse.
- Catherine Gendrin, Contes nomades, éd. Rue du Monde.
- Jean-Bernard Gouillier (traduction et adaptation), La politique, c'est quoi ?, éd. Nathan.
- Matt Groening, Bart Simpson : Mon guide de la vie, éd. Fetjaine.
- Benjamin Guérif et Julien Guérif, Le Petit Sommeil, éd. Syros, coll. « Rat noir ». Roman policier
- Michèle Halberstadt, La Petite, éd. Albin Michel.
- Nancy Huston, Ultraviolet, éd. Thierry Magnier.
- Maureen Johnson, Au secours, Scarlett !, éd. Gallimard jeunesse.
- Joslan F. Keller, Via Temporis, tome 1 : Opération Marie-Antoinette, éd. Scrineo jeunesse.
- Stephen Kelman (Anglais), Le Pigeon anglais, éd. Gallimard. Trois gamins mènent l'enquête sur un crime.
- Watt Key, Alabama Moon, éd. Bayard Jeunesse. Sur le thème de l'enfant sauvage.
- Cayla Kluver, Alera, la légende de la lune sanglante, éd. Le Masque.
- Alain Korkos, Christophe Clérici (illustration), Dis, comment ça marche ? Ces machines qui nous entourent, éd. De la Martinière jeunesse.
- Caroline Laffon, Histoires de danse, éd. Actes Sud, coll. Junior.
- Gilles Legardinier, Prisonnier des Dieux : La Nuit du magicien, éd. Gründ.
- Nathalie Le Gendre, Imago, éd. Syros. Les sept clans des Mayas après un cataclysme.
- C. S. Lewis (Irlandais, 1898-1963), Tant que nous n'aurons pas de visage, éd. Anne Carrière. De l'auteur du Monde de Narnia.
- Jean-Luc Luciani, L’Été en tente double, éd. Rageot.
- Jean-Luc Luciani, Brigade sud : Le Tireur mystérieux, éd. Rageot.
- John Man (Américain), Gutemberg : La Révolution du livre, éd. L'École des loisirs, coll. Médium documents, 276 p.
- Carole Martinez, L’Œil du témoin, éd. Rageot.
- Stephenie Meyer, L'Appel du sang : La Seconde Vie de Bree Tanner, éd. Hachette.
- Renato Moriconi (Brésilien), Dessine-moi un rêve, éd. Actes Sud Junior.
- Silke Moritz (Auteur), Achim Ahlgrimm (Illustrations), Énigmes au château fort, traduit par Isabelle Liber, éd. Actes Sud Junior.
- Lorris Murail, Les Cornes d'ivoire : Afirik, éd. Pocket Jeunesse.
- Barack Obama (Américain), Lettre à mes filles.
- Marie Pavlenko, Le Livre de Saskia, tome 1 : Le Réveil, éd. Scrineo Jeunesse.
- Oliver Peru et Patrick McSpare, Les Haut-conteurs, tome 2 : Roi vampire, éd. Scrinéo Jeunesse.
- Oliver Peru et Patrick McSpare, Les Haut-conteurs, tome 3 : Cœur de lune, éd. Scrinéo Jeunesse.
- Oliver Peru et Patrick McSpare, Les Haut-conteurs, tome 4 : Treize damnés, éd. Scrinéo Jeunesse.
- Oksa Pollock, Le Cœur des deux mondes, Tome 3, 10 mars 2011
- Kathy Reichs (Américaine), Crise (saga Viral), thriller mettant en scène la nièce de Temperance Brennan, l'héroïne de la série télévisée Bones.
- Emmanuelle et Benoît de Saint Chamas, Strom, tome 1 : Le Collectionneur, éd. Nathan. Fantastique.
- Emmanuelle et Benoît de Saint Chamas, Strom, tome 2 : Les Portails d'outre-temps, éd. Nathan. Fantastique.
- Emmanuelle et Benoît de Saint Chamas, Strom, tome 3 : La 37e Prophétie, éd. Nathan. Fantastique.
- Alain Serres, Le Ginkgo : Le Plus Vieil Arbre du monde, éd. Rue du Monde.
- Anne-Sophie Silvestre, Chevalier d’Éon, agent secret du roi, tome 2. La tsarine, éd. Flammarion.
- Tania Sollogoub, James, le lapin qui en savait trop, éd. L’École des Loisirs, coll. « Neuf ».
- Rebecca Stead (Américaine), Hier tu comprendras, traduit par Anne Delcourt, éd. Nathan, prix Newbery Medal.
- Remi Stephani, Dis-lui, éd. Casterman. Livre et CD de chansons interprétées par Chloé Stephani.
- Vincent Villeminot, Instinct 1 et Instinct 2, éd. Nathan jeunesse. Policier sur le thème de la lycanthropie.
- Séverine Vidal, Lâcher sa main, éd. Grasset jeunesse.
- Carlos Ruiz Zafon, Marina, éd. Pocket jeunesse.
- David Zindell (Américain), Les Guerriers de diamant, tome VII, éd. Fleuve Noir, 516 p.

- 2e série La dernière prophétie Coucher de Soleil
- Glee, piste 1, éd. Hachette. Premier tome adapté de la série TV Glee.
- 7 auteurs, Nouvelles d'ados 2011, Héloïse d'Ormesson.

#### Policiers, thrillers et espionnage
1. Megan Abbott (américaine), Red Room Lounge, traduit par Jean Esch, éd. Jean-Claude Lattès / Le Masque.
2. Jussi Adler-Olsen (danois), Miséricorde, traduit par Monique Christiansen, éd. Albin Michel, 490 p. Prix du meilleur polar scandinave.
3. Linwood Barclay (canadien), Ne la quitte pas des yeux, éd. Belfond Noir, 485 p. Policier psychologique.
4. Odile Bouhier, Le Sang des bistanclaques (premier roman), éd. Presses de la Cité, coll. Terres de France, 278 p. Une enquête à Lyon.
5. Alicia Giménez-Bartlett, Meurtres sur papier, traduit par Marianne Millon, éd. Rivages / Noirs.
6. Marc Charuel, Le Jour où tu dois mourir, éd. Albin Michel, 634 p.
7. Maxime Chattam, La Trilogie du mal, éd. Pocket, 1438 p. 3 romans policiers.
8. Gérard de Cortanze, Miroirs, éd. Plon. Policier historique sous Louis XIV.
9. Sam Christer, Les Héritiers de Stonehenge, MA Éditions, 448 p. Thriller dans la veine du Da Vinci Code.
10. Robert Crais (américain), Règle no 1, traduit par Hubert Tézenas, éd. Belfond.
11. Philippe Djian, Vengeances, éd. Gallimard / NRF, 192 p.
12. Jacques Expert, Adieu, éd. Sonatine.
13. Eric Giacometti (italien), Le Septième Templier, traduit par Jacques Ravenne, éd. Fleuve Noir, 576 p.
14. Karine Giebel, Terminus Elicius, éd. Pocket, 254 p.
15. Valentine Goby, Banquises, éd. Albin Michel. Enquête sur une disparition.
16. Anne Goscinny, Le Banc des soupirs, éd. Grasset. Policier psychologique.
17. Jean-Christophe Grangé, Le Passager, éd. Albin Michel.
18. Sylvie Granotier, La Rigole du diable, éd. Albin Michel. Policier psychologique.
19. Martha Grimes (américaine), Ce que savait le chat, traduit par Nathalie Serval, éd. Presses de la Cité.
20. Brian Haig (américain), Traqués, traduit par Paul Benita, éd. Fleuve Noir, 564 p. Aventures dans la haute financement et les réseaux d'espions.
21. Keigo Higashino (japonais), Le Dévouement du suspect X, traduit par Sophie Refle, éd. Actes Sud. prix Naoki 2005.
22. Graham Hurley (anglais), De l'autre côté de l'ombre, traduit par Philippe Loubat-Delranc, éd. Le Masque, 520 p.
23. Arnaldur Indridason (islandais), Betty, traduit par Patrick Guelpa, éd. Métaillié, 208 p.
24. Camilla Läckberg (suédoise), L'Enfant allemand, éd. Actes Sud, 455 p. Une enquête policière dans un secret de famille.
25. Donna Leon (américaine), La Petite Fille de ses rêves, traduit par William Olivier Desmond, éd. Calmann-Lévy.
26. Alain Lipietz, Les Fantômes de l'internet, éd. Les Petits Matins.
27. Robert Littell (anglais), Philby : Portrait de l'espion en jeune homme, traduit par Cécile Arnaud, éd. Baker Street, 325 p.
28. Jean-Pierre de Lucovich, Occupe-toi d'Arletty, éd. Plon. Policier dans le Paris occupé.
29. Henning Mankell (suédois), Le Chinois, traduit par Rémi Cassaigne, éd. Le Seuil, 555 p. Les 19 habitants d'un petit village sont assassinés.
30. Val McDermid (écossaise), Sans laisser de traces, éd. Flammarion, 441 p. Policier sur le thème de deux cold-cases.
31. Dominique Michel, La Onzième Lettre, éd. Persée, 530 p. Thriller, un complot terroriste sur Internet.
32. Bernard Minier, Glacé, éd XO, 560 p.
33. Nadine Monfils, Les Vacances d'un serial killer, éd. Belfond, 235 p.
34. Jo Nesbø (norvégien), Le Léopard, traduit par Alex Fouillet, éd. Gallimard, 760 p.
35. Louise Penny, Nature morte (premier roman), éd. Actes Sud. Policier.
36. Arturo Pérez-Reverte (espagnol), Le Siège de Cadix, éd. Le Seuil. Thriller historique lors du siège de Cadix en 1810 par Napoléon.
37. Frédéric Rapilly, Le Chant des âmes, éd. Critic. Un thriller dans le milieu de la technomusic.
38. James Siegel (américain), Storyteller, traduit par Simon Baril, éd. Le Cherche midi, 461 p. Un journaliste hanté par ses démons.
39. Franck Thilliez, Vertiges, éd. Fleuve noir.
40. Fred Vargas, L'Armée furieuse, éd. Viviane Hamy, 430 p. Policier fantastique.
41. Don Winslow (américain), Satori, éd. Jean-Claude Lattès.
42. Don Winslow (américain), Savages, éd. du Masque. Une petite affaire de production de cannabis.

### Théâtre
- Romeo Castellucci :: Sur le concept du visage du fils de Dieu.
- Rodrigo Garcia, Golgota Picnic.
- Joris Lacoste, Le Vrai Spectacle. Une expérience d'hypnose collective[25]
- Michel Onfray, La Sagesse des abeilles, éditions Galilée.
- Adelheid Roosen, Les Monologues voilés. Les aliénations qui se cachent sous le hidjab[26]
- Yasmina Reza, Comment vous racontez la partie

## Décès
- 3 janvier : Eva Strittmatter (80 ans), poétesse allemande.
- 4 janvier : Dick King-Smith (88 ans), écrivain britannique.
- 5 janvier : Malangatana Ngwenya (74 ans), artiste peintre et poète mozambicain.
- 10 janvier : María Elena Walsh (80 ans), poétesse, romancière et musicienne argentine.
- 15 janvier : Romulus Linney (80 ans), dramaturge américain.
- 16 janvier : Joseph Poli (88 ans), journaliste et écrivain français.
- 17 janvier : Jean Dutourd (91 ans), romancier et essayiste français, membre de l'Académie française.
- 25 janvier : Daniel Bell (91 ans), sociologue et essayiste américain.
- 25 janvier : Vincent Cronin (86 ans) : historien britannique.
- 2 février : Jean-Paul Dollé (79 ans), philosophe et écrivain français.
- 3 février : Édouard Glissant (82 ans), écrivain français.
- 5 février : Brian Jacques (71 ans), auteur britannique.
- 6 février : Andrée Chedid (90 ans), femme de lettres et poétesse française d'origine libanaise.
- 9 février : Félix Molinari (80 ans), dessinateur et scénariste français de bandes dessinées.
- 9 février : David Sánchez Juliao (65 ans), journaliste, conteur et diplomate colombien.
- 11 février : Bo Carpelan (84 ans), poète et écrivain finlandais d'expression suédoise.
- 14 février : Jean-Marc Léger (84 ans), écrivain et journaliste québécois.
- 15 février : François Nourissier (83 ans), écrivain français.
- 17 février : Hans Joachim Alpers, écrivain allemand, mort à 67 ans.
- 23 février : Jean Lartéguy (91 ans), journaliste et écrivain français.
- 27 février : Moacyr Scliar (73 ans), écrivain brésilien.
- 2 mars : Thor Vilhjálmsson (85 ans), écrivain islandais.
- 6 mars : Brigitte Friang (87 ans), résistante, journaliste et écrivain française.
- 20 mars : Jacques Capelovici dit Maître Capello (88 ans), linguiste français.
- 23 mars : José Argüelles (72 ans), auteur, artiste et professeur américain « New Âge ».
- 26 mars : Diana Wynne Jones (76 ans), autrice britannique de romans fantastiques.
- 29 mars : Iákovos Kambanéllis (88 ans), écrivain grec.
- 30 mars : Patrick Fiole (61 ans), journaliste français.
- 3 avril : Joseph Pasteur (89 ans), journaliste français.
- 7 avril : Pierre Gauvreau (88 ans), peintre et écrivain québécois.
- 8 avril : Craig Thomas (68 ans), dramaturge britannique, gallois.
- 8 avril : Dominique Desanti (90 ans), écrivaine française, journaliste, historienne, biographe et romancière.
- 12 avril : Jean-Claude Darnal (81 ans), chanteur, compositeur, interprète et écrivain français.
- 25 avril : Gonzalo Rojas (93 ans), poète chilien.
- 29 avril : Joanna Russ (74 ans), essayiste et autrice américaine de science-fiction.
- 8 mai : Carlos Trillo (68 ans), scénariste argentin de bande dessinée.
- 14 mai : Birgitta Trotzig (81 ans), romancière et nouvelliste suédoise.
- 21 mai : Paul Gillon (85 ans), auteur français de bande dessinée.
- 22 mai : Marie-Claire Pauwels (65 ans), journaliste française.
- 24 mai : Giovanni Giudici (86 ans), poète, essayiste, journaliste et traducteur italien.
- 25 mai : Leonora Carrington (94 ans), peintre et romancière mexicaine d'origine britannique.
- 27 mai : Gil Scott-Heron (62 ans), écrivain, poète et musicien américain.
- 29 mai : Michel Boujut (71 ans), écrivain français et critique de cinéma.
- 4 juin : Lilian Jackson Braun (97 ans), romancière américaine.
- 10 juin : Patrick Leigh Fermor (96 ans), écrivain anglais.
- 10 juin : Jean Diwo (96 ans), journaliste et romancier français.
- 18 juin : Dundul Namgyal Tsarong (91 ans), photographe, écrivain et homme politique tibétain.
- 25 juin : Martin H. Greenberg (70 ans), éditeur et écrivain américain.
- 27 juin : Thierry Martens (69 ans), écrivain belge.
- 28 juin : Vladimir Dimitrijević (77 ans), éditeur et écrivain suisse.
- 5 juillet : Shinji Wada (61 ans), dessinateur japonais de manga.
- 5 juillet : Theodore Roszak (77 ans), professeur, romancier et essayiste américain.
- 6 juillet : André Gilbertas (90 ans), chirurgien et romancier français.
- 7 juillet : Allan W. Eckert (80 ans), écrivain, historien et naturaliste américain.
- 8 juillet : Adolfo Sánchez Vázquez (95 ans), philosophe mexicain d'origine espagnole.
- 23 juillet : Paul Louka (74 ans), auteur-compositeur-interprète, acteur, écrivain et peintre belge.
- 26 juillet : Sakyo Komatsu (80 ans), écrivain et scénariste japonais de science-fiction.
- 26 juillet : Pierre Decitre (69 ans), ibraire français.
- 27 juillet : Agota Kristof (75 ans), poétesse, romancière et dramaturge suisse d'expression francophone, née hongroise (° 1935).
- 30 juillet : Pêr Denez (90 ans), linguiste et lexicographe français de langue bretonne.
- 1er août : Léo Figuères (93 ans), homme politique français, écrivain (essayiste).
- 16 août : Paul-Marie Lapointe (81 ans), poète et journaliste québécois.
- 17 août : Michel Mohrt (97 ans), écrivain et essayiste français, membre de l'Académie française depuis 1985.
- 18 août : Jean Tabary (81 ans), dessinateur français.
- 19 août : Paul Yonnet (63 ans), sociologue français des loisirs et des sports.
- 19 août : Gil Courtemanche (68 ans), journaliste et écrivain québécois
- 27 août : Stetson Kennedy (94 ans), Folkloriste et écrivain américain.
- 6 septembre : Michael Hart (64 ans), auteur américain, fondateur du Projet Gutenberg.
- 8 septembre : Michel Roy (81 ans), journaliste québécois, puis diplomate canadien, professeur de journalisme.
- 14 septembre : Gilles Chaillet (65 ans), dessinateur et scénariste de Bandes dessinées français.
- 19 septembre : Jacques Alexandre (90 ans), journaliste français.
- 21 septembre : Jean-Paul Clébert (85 ans), écrivain français (° 1926).
- 27 septembre : Sara Douglass (54 ans), romancière australienne, tasmanienne.
- 27 septembre : Ida Fink (89 ans), romancière israélienne de langue polonaise.
- 27 septembre : Georges Snyders (94 ans), philosophe et chercheur français.
- 29 septembre : Hella Haasse (87 ans), écrivain néerlandaise.
- 4 octobre : Claude Dufresne (91 ans), journaliste et romancier français.
- 9 octobre : Jean Gourmelin (90 ans), dessinateur, illustrateur français.
- 15 octobre : Jacques Chapus (89 ans), journaliste français.
- 18 octobre : Andrea Zanzotto (90 ans), poète italien.
- 20 octobre : Claude Delarue (71 ans), écrivain et dramaturge franco-suisse.
- 21 octobre : Anis Mansour (87 ans), écrivain et traducteur égyptien.
- 23 octobre : Jean Amadou (82 ans), chansonnier (humoriste) français.
- 24 octobre : Morio Kita (84 ans), écrivain japonais.
- 28 octobre : Jiří Gruša (72 ans), écrivain, homme politique et diplomate tchèque.
- 29 octobre : Robert Lamoureux (91 ans), acteur, humoriste, auteur dramatique, réalisateur, parolier et scénariste français.
- 7 novembre : Tomás Segovia (84 ans), poète mexicain d'origine espagnole.
- 8 novembre : Bil Keane (89 ans), auteur de bandes dessinées américain.
- 10 novembre : Ivan Martin Jirous (67 ans), poète tchèque.
- 12 novembre : Hubert Nyssen (86 ans), écrivain et éditeur  français d'origine belge.
- 17 novembre : Pierre Dumayet (88 as), écrivain et journaliste français, scénariste et producteur de télévision.
- 21 novembre : Anne McCaffrey (85 ans), autrice américano-irlandaise de science-fiction.
- 28 novembre : Henry Bulawko (93 ans), journaliste, historien et écrivain français.
- 30 novembre :
  - Zdeněk Miler (90 ans), auteur de bandes dessinées tchèque.
  - Ana Daniel (83 ans), poétesse portugaise
- 1er décembre : Christa Wolf (82 ans), autrice allemande (critique littéraire, roman, essai).
- 3 décembre : Louky Bersianik (81 ans), autrice québécoise (romancière, poète, essayiste).
- 4 décembre : Matti Yrjänä Joensuu (63 ans), auteur finlandais de romans policiers.
- 7 décembre : Jerry Robinson (89 ans), auteur de bandes dessinées américain.
- 8 décembre : Ladislas de Hoyos (72 ans), journaliste et écrivain français.
- 9 décembre : Geneviève Viollet-le-Duc (102 ans), écrivain française.
- 13 décembre : Carlo Peroni dit Perogatt (82 ans), auteur de bandes dessinées, scénariste, illustrateur et artiste peintre italien.
- 14 décembre : Joe Simon (98 ans), auteur de bandes dessinées américain.
- 14 décembre : Roland Dubillard (88 ans), écrivain, dramaturge et comédien français (° 1923).
- 15 décembre : Christopher Hitchens (62 ans), écrivain et polémiste britanno-américain.
- 18 décembre : Václav Havel (75 ans), dramaturge, essayiste et homme politique tchécoslovaque puis tchèque (Président, 1989-1992, 1993-2003).
- 20 décembre : Léopold Unger (89 ans), journaliste belge.
- 22 décembre : Richard Bessière (88 ans), écrivain français de science-fiction.
- 25 décembre : Jean-Pierre Guay (65 ans), écrivain québécois.
- 25 décembre : Giorgio Bocca (91 ans), journaliste et écrivain italien.
- 27 décembre : Thinley Norbu Rinpoché (80 ans), écrivain et enseignant bouddhiste tibétain.
- 27 décembre : Geneviève Moll (69 ans), journaliste et écrivain français.
- 30 décembre : Ronald Searle (91 ans), dessinateur britannique.
- 31 décembre : Abdou Benziane (67 ans), journaliste algérien.